# Geschichte des Kantons Zürich

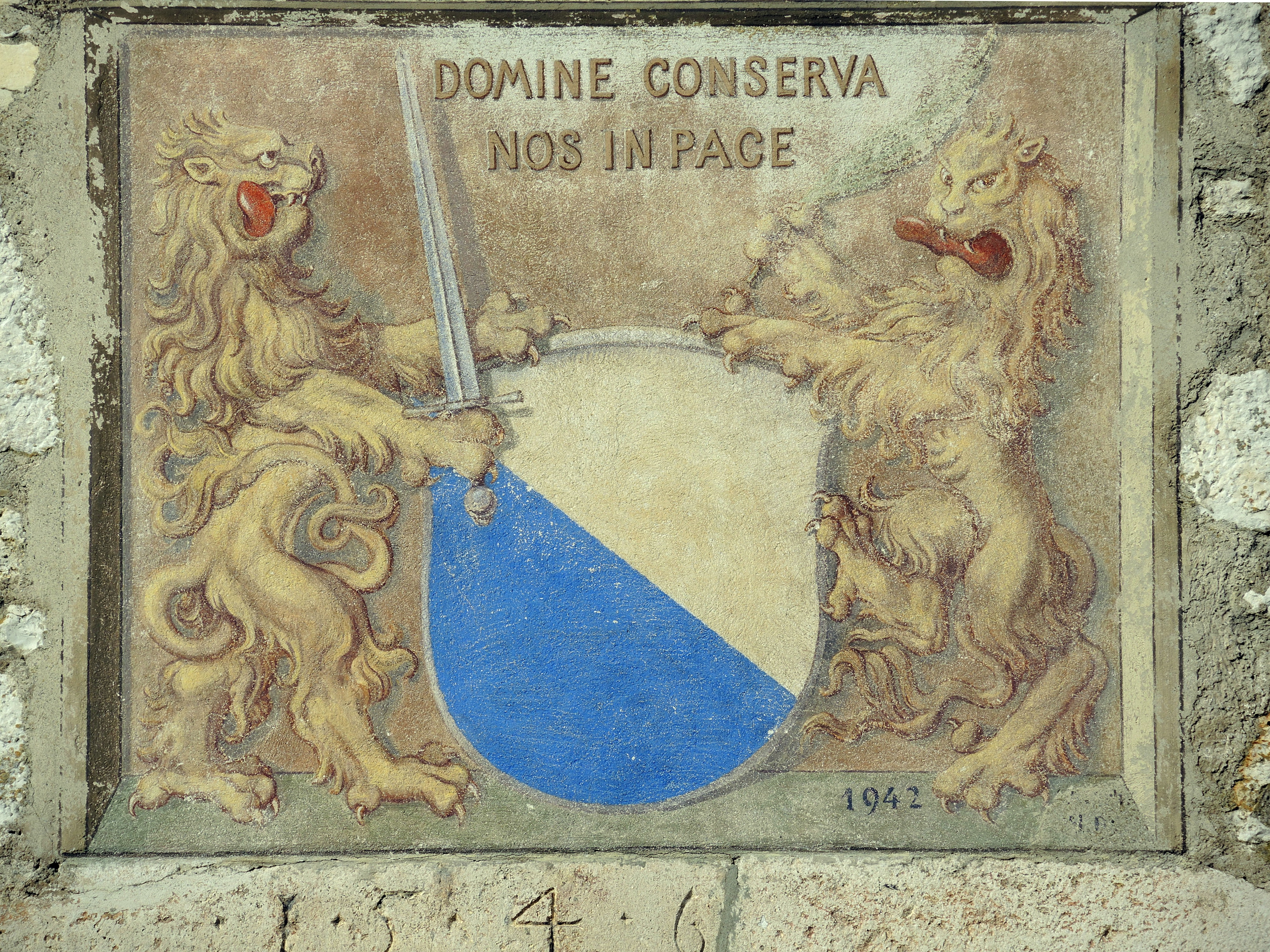
Darstellung des Wappens des Kantons Zürich in Schloss Laufen von 1942 mit dem Wahlspruch DOMINE CONSERVA NOS IN PACE (lat. «Herr erhalte uns in Frieden»)

Die Geschichte des Kantons Zürich umfasst die Entwicklungen auf dem Gebiet des schweizerischen Kantons Zürich von der Urgeschichte bis zur Gegenwart. Der Kanton Zürich trägt den Namen der Stadt Zürich, aus deren Herrschaftsgebiet er 1803 entstanden. Die Stadtrepublik Zürich übte bis 1798 die Landeshoheit über den grössten Teil des heutigen Kantonsgebiets aus, das sie durch Kauf, Verpfändung oder militärische Eroberung erworben hatte. Obschon die Stadt die Regierung und Verwaltung der verschiedenen territorialen Einheiten übernahm, gab es keine einheitliche Staatsgewalt im modernen staatsrechtlichen Sinn. Die Stadt hatte zwar seit 1336 mit der Brunschen Zunftverfassung eine Art schriftliches Grundgesetz, das in so genannten geschworenen Briefen niedergelegt war, für die Landschaft hatte diese aber keine Gültigkeit. Dort galten in den Land- und Obervogteien bis 1798 unterschiedliche Satzungen, Privilegien und mittelalterliche Sonderrechte, die einzelnen Körperschaften, Landschaften, Privatpersonen usw. im Lauf der Zeit von den Inhabern der Herrschaftsgewalt wie den deutschen Königen, den Grafen von Kyburg, Habsburg, Toggenburg etc. gewährt worden waren. Von einem Kanton Zürich im modernen Sinn kann also erst seit der Mediationsverfassung von 1803 die Rede sein.

## Altertum und Frühmittelalter

Luftaufnahme der Grundmauern des römischen Kastells Irgenhausen

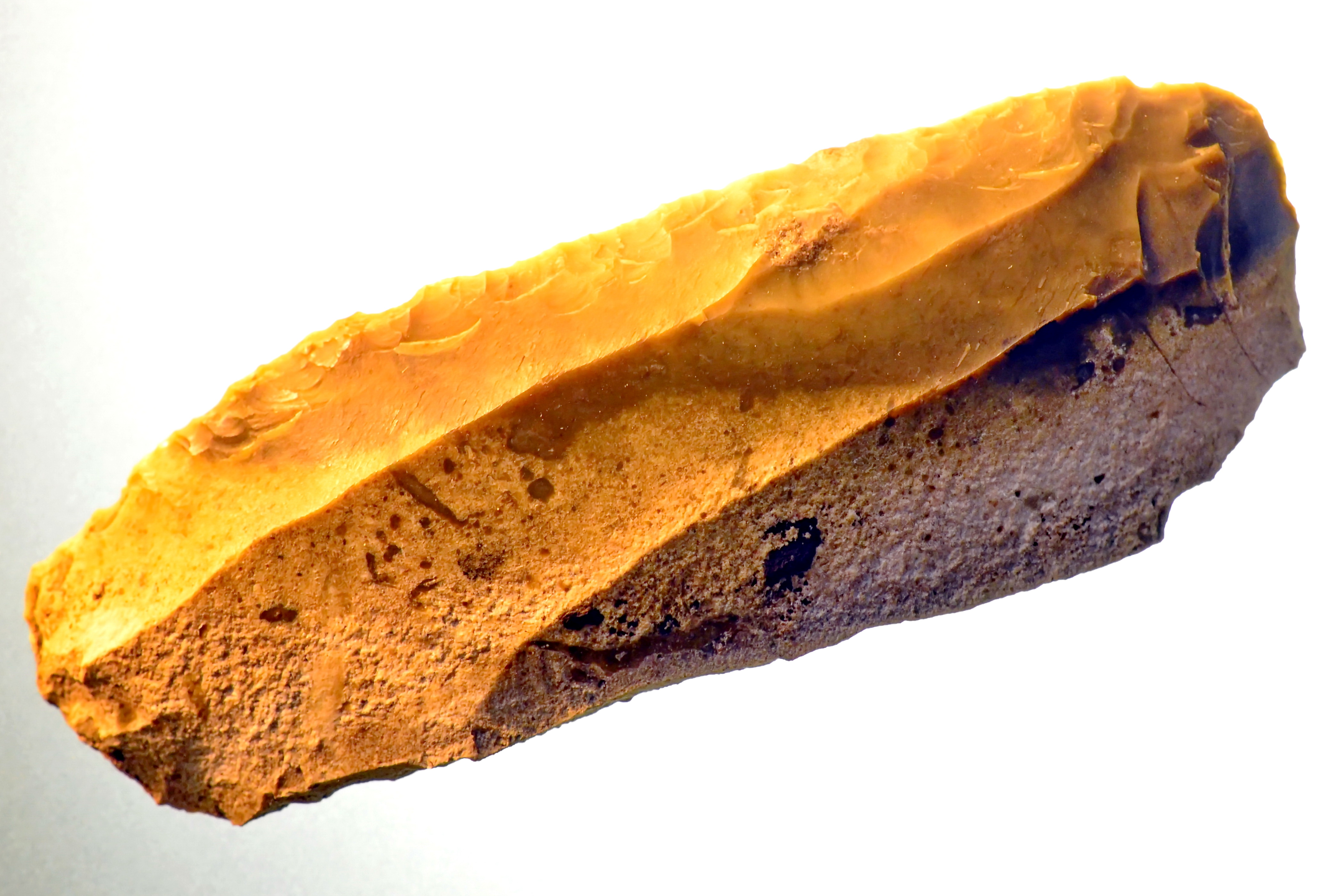
Silexklinge aus den Ausgrabungen im Umfeld des sogenannten Kleinen Hafners auf der Baustelle für das Parkhaus Opéra in Zürich

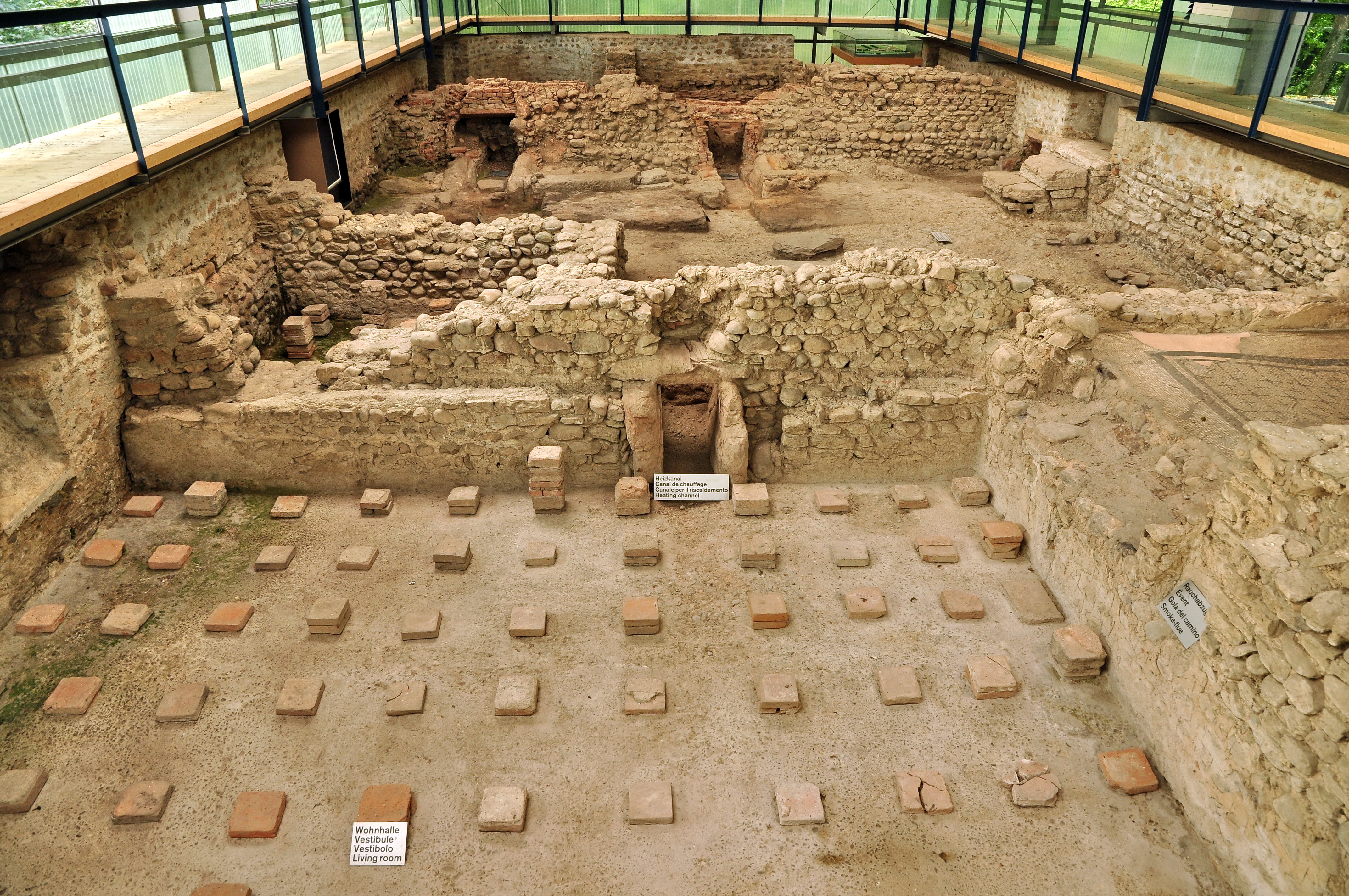
Villa Rustica bei Seeb, Bülach-Winkel

Erste Besiedlungsspuren im Gebiet des heutigen Kantons Zürich stammen aus dem 5. Jahrtausend v. Chr.: Im Bereich der heutigen Stadt Zürich sind dies die Reste von Feuchtbodensiedlungen der Egolzwiler Kultur (4430–4230 v. Chr.), die sich im Gebiet des westlichen Seebecken des Zürichsees nachweisen lassen sowie die der Horgener Kultur zugeordneten Siedlungsplätze. Der grösste Teil dieser Ufersiedlungen versank in der Spätbronzezeit im See, als der Pegel von ca. 404 auf ca. 407 m ü. M. anstieg, wahrscheinlich weil der Schuttkegel der Sihl im Bereich des Hauptbahnhofs den See aufstaute. Die prähistorischen Fundstätten Zürich-Enge-Alpenquai und Kleiner Hafner in Zürich, Meilen-Rorenhaab, Erlenbach-Winkel und Wädenswil Vorder Au sind Teil des UNESCO-Weltkulturerbes Prähistorische Pfahlbauten um die Alpen.
Das Gebiet wurde im Altertum von den Kelten (Helvetiern) besiedelt: Auf dem Lindenhof und auf dem Uetliberg bestanden wahrscheinlich keltische Oppida. Die strategisch und handelstechnisch günstige Lage sowie Münzfunde lassen auf die Existenz eines Handelsplatzes schliessen. Die keltische Siedlung von ca. sieben Hektaren lag um den Lindenhofhügel.
Die Römerzeit beginnt im Kanton Zürich später als in der Westschweiz, da das Gebiet erst im Rahmen der Augusteischen Alpenfeldzüge um 15 v. Chr. besetzt wurde. In dieser Zeit entstand ein Militärstützpunkt auf dem Lindenhof in Zürich (Turicum) sowie auf dem Kirchhügel in Oberwinterthur (Vitodurum). Bei diesen Stützpunkten entstanden später auch zivile Siedlungen. Das Kantonsgebiet wurde zuerst Teil der Provinz Gallia Belgica, dann 85 n. Chr. der Provinz Germania Superior und war wirtschaftlich auf die Versorgung des Legionslagers bei Windisch im Aargau (Vindonissa) ausgerichtet. Von dort wurde eine Römerstrasse über Baden (Aquae Helveticae) nach Winterthur zum Bodensee sowie über Zürich nach Chur angelegt. Wahrscheinlich bestand auch eine Verbindung zwischen Winterthur und Kempraten über Irgenhausen. Wirtschaftlich gehörte Zürich zum gallischen Zollbezirk, während das östlich gelegene Rätien bereits zu Illyrien zählte, was durch den auf dem Lindenhof gefundenen römischen Grabstein des Lucius Aelius Urbicus bestätigt wird. In Zürich befand sich offenbar eine Station des gallischen Zolls, was dem Ort eine gewisse regionale Bedeutung verschaffte. 212 verlieh Kaiser Caracalla der gesamten freien Bevölkerung der Region das römische Bürgerrecht. Auf dem Boden des Kantons entstanden in der Kaiserzeit rund 40 heute bekannte römische Gutshöfe. Diese besassen teilweise sogar eigene Tempelanlagen wie in Dietikon oder waren als ausgedehnte Villen angelegt wie in Winkel.
Ab 260 n. Chr. begannen die Einfälle der Alamannen in das Gebiet der heutigen Schweiz. Nach der Reichsreform von Kaiser Diokletian ab 286 kam das Kantonsgebiet zur Provinz Maxima Sequanorum in der Diözese Gallia. Nach der Räumung der Gebiete nördlich des Rheins wurde das Gebiet des Kantons Zürich wieder wichtiger für die Verteidigung der römischen Grenze. Zahlreiche zivile Siedlungen wurden befestigt, so etwa der Kirchhügel in Oberwinterthur und der Lindenhof in Zürich. Zuletzt liess Kaiser Valentinian im 4. Jahrhundert die Rheingrenze durch Wachtürme sichern. In Kloten und Irgenhausen entstanden rückwärtige Kastelle. Im Jahr 401 wurden die Kastelle wie das ganze Gebiet nördlich der Alpen von den römischen Truppen geräumt und die Sicherung der Grenze germanischen Verbündeten (foederati) überlassen, wobei Zürich zumindest zeitweise in den Einflussbereich des Reiches der Burgunder geriet. Über das weitere Schicksal der gallo-römischen Bevölkerung und der Siedlungen gibt es keine gesicherten Erkenntnisse, allerdings kam es ab dem 3. Jahrhundert zu einem starken Bevölkerungsrückgang. Die geschrumpfte ansässige Bevölkerung vermischte sich mit den ab dem 4./5. Jahrhundert einwandernden Alamannen. Es bestanden wohl noch bis ins 5. Jahrhundert Reste romanischer Sprache und Kultur in Siedlungszentren wie Zürich. Verschiedene Orts- und Flurnamen romanischen Ursprungs blieben erhalten.

## Mittelalter

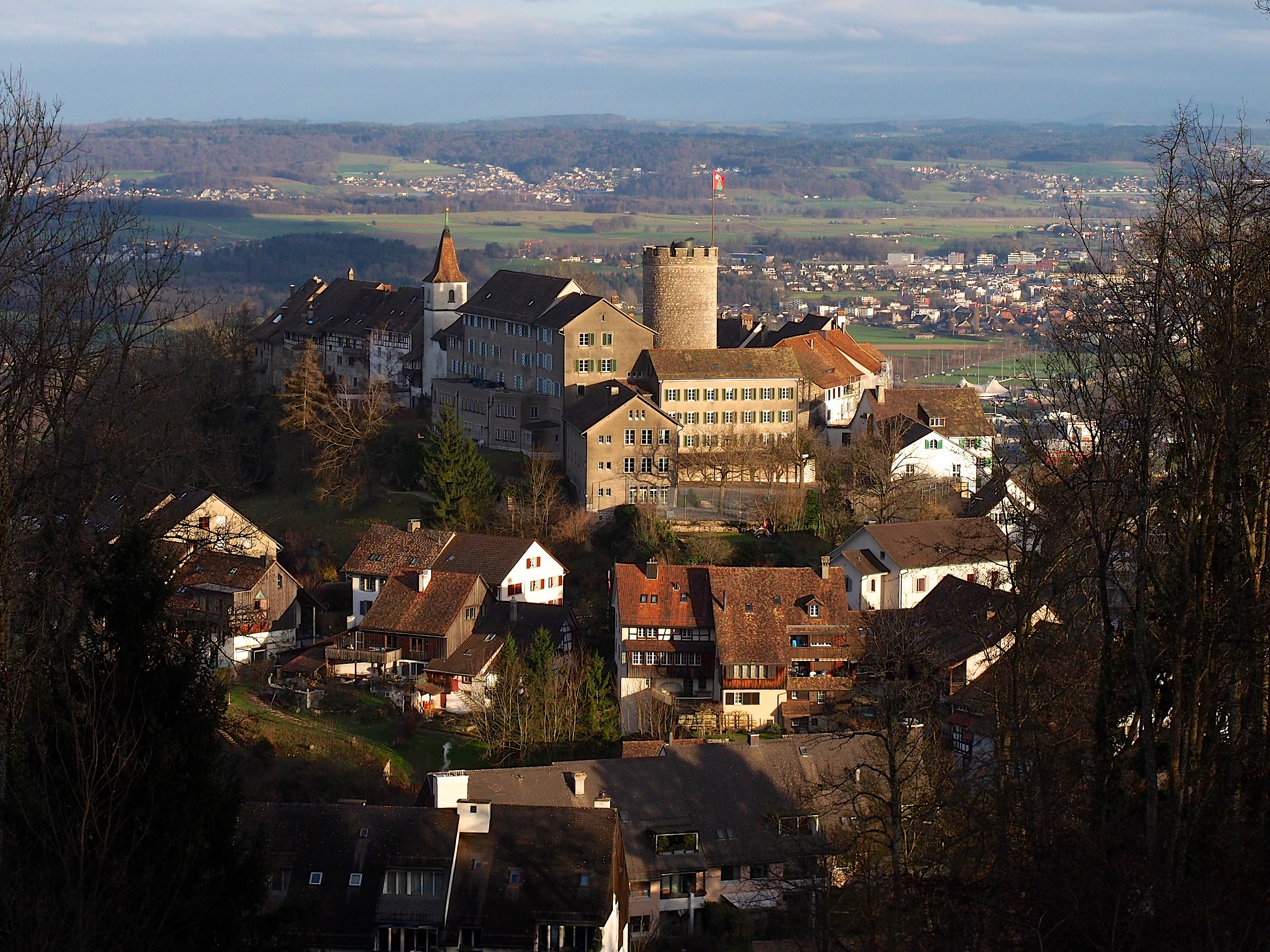
Das 1244 vom Freiherren Lütold V. von Regensberg gegründete Neu-Regensberg ist eine der mittelalterlichen Stadtgründungen im heutigen Kanton Zürich

Nach dem Sieg der Franken über die Alamannen 496/97 kamen diese unter fränkische Vorherrschaft, wodurch schliesslich Mitte des 6. Jahrhunderts auch das Gebiet um Zürich in das fränkische Teilreich Austrasien integriert und von fränkisch-alemannischen Herzögen verwaltet wurde. Die Franken verbreiteten bzw. festigten das Christentum im Kantonsgebiet. So soll z. B. König Dagobert die Kirche in Oberwinterthur gegründet haben. Sicher entstanden im 7. Jahrhundert erste Kirchenbauten in Bülach und Meilen. Aus der römischen Zeit sind im Kanton Zürich bisher keine archäologischen Funde von Kirchen bekannt. Es gibt lediglich einzelne Funde mit christlicher Symbolik aus der Zeit. In der Organisation der christlichen Kirche unterstand Zürich wohl zuerst dem Bistum Vindonissa, wo ab 517 ein Bischof bezeugt ist. Im 6. Jahrhundert kam dann die ganze heutige Ostschweiz zum Bistum Konstanz.
Im Frühmittelalter wurde das Gebiet des Herzogtums Alemannien, später Herzogtum Schwaben genannt, in Grafschaften unterteilt. Für das Gebiet südlich des Rheins und des Bodensees ist ab dem 6. Jahrhundert eine Grafschaft Thurgau, und ab 743 ein «Zürichgau» um den Kastellort Zürich urkundlich nachgewiesen. Ab 819/20 gibt es mit Ruadker einen eigenen Grafen für den Zürichgau. Die Grafen des Zürichgaus verwalteten das umfangreiche fränkische Königsgut um den Zürichsee, im Zürcher Oberland bis Winterthur, in Uri, um den Albis und bis in die Linthebene bei Uznach. Im 13. Jahrhundert verschwand die Bezeichnung «Zürichgau» für die Region wieder, nachdem die Grafschaft an die Habsburger gegangen war und erneut mit dem Thurgau vereint wurde.
Bei der Teilung des Frankenreiches kam Zürich zum ostfränkischen Teilreich Ludwigs des Deutschen. Das von ihm reich beschenkte Fraumünster-Stift in Zürich, gegründet 853, wurde zu einem Mittelpunkt eines ausgedehnten Komplexes von Königsgut. Am Rhein entstand schon 778 das Benediktinerkloster Rheinau, bei dem im 12. Jahrhundert das befestigte Städtchen gleichen Namens entstand. Als König Rudolf II. von Hochburgund seine Herrschaft um 912 auch über Zürich ausdehnte, wurde er 919 in der Schlacht bei Winterthur von Herzog Burchard II. von Schwaben geschlagen, womit die Grenze zwischen Burgund und Schwaben westliche von Zürich an der Aare gefestigt wurde. Zürich wurde zu einem der Vororte der Herzöge von Schwaben. Die karolingische Pfalz auf dem Lindenhof bauten die später die ostfränkisch-deutschen Könige im 10. und 11. Jahrhundert aus. Zürich war als Pfalzstadt wichtiges Herrschaftszentrum, wurde mehrfach von Herrschern besucht und war Schauplatz von Reichstagen.
Nachdem bis ins 8. Jahrhundert zuerst die schon in gallorömischer Zeit besiedelten Gebiete erneut bevölkert wurden, begann danach ein Landesausbau in weniger günstigen Räumen, etwa im Zürcher Oberland. Weiler aus dieser Zeit weisen häufig die Endung -wil im Ortsnamen auf. Zuletzt wurde im 9. Jahrhundert durch Rodungen noch weiteres Gelände erschlossen. Flur- und Ortsnamen aus dieser Zeit weisen häufig auf die Art der Rodung hin, wie «Rüti» oder «Schwendi». Der Landesausbau wurde von Klöstern aber auch adligen Grundherren finanziert und vorangetrieben. Daneben bestanden weiter ausgedehnte Waldgebiete im Kanton, etwa der dem Fraumünster gehörende Albisforst entlang des linken Seeufers. Neben dem Königsgut war die Kirche der grösste Grundherr im ausgehenden Frühmittelalter, vor allem das Gross- und das Fraumünster aber auch das Kloster St. Gallen, das im Zürcher Oberland einen umfangreichen Grundherrschaftsverband besass. Die Bedeutung St. Gallens zeigt sich auch dadurch, dass die älteste urkundliche Erwähnung Zürichs in einer für das Kloster St. Gallen in vico publico Turigo um 806 ausgestellten Urkunde erfolgte. Die Bedeutung der Stadt Zürich wuchs im Frühmittelalter nicht nur durch die Pfalz auf dem Lindenhof und der Rolle als Verwaltungszentrum für das Königsgut, sondern auch durch die beiden religiösen Stiftungen Fraumünster und Grossmünster, welche die Stadt mit ihren Reliquien von Felix und Regula zu einem Pilgerzentrum machten. Die Vogtei über die Stifte übten bis zu ihrem Aussterben 1172/73 die Lenzburger aus, dann ging sie an die Zähringer, die auch schon die Herzogsgewalt innehielten. Für die Herzöge von Zähringen wurde Zürich ein wichtiges Machtzentrum und war mit ihren Rechten über Münze, Zoll und Markt auch wirtschaftlich bedeutend.
Nach dem Aussterben der Zähringer 1218 wurde die Stadt Zürich reichsunmittelbar. Das nachmalige Kantonsgebiet war ein Flickenteppich von sich wechselseitig überlagernden Herrschaften zahlreicher lokaler und regionaler Herren sowie geistlicher und weltlicher Stifte. Bedeutendere Adelsgeschlechter waren die Grafen von Kyburg (Stammburg südlich von Winterthur), die Freiherren von Regensberg (Stammburg nordwestlich der Stadt Zürich), die Freiherren von Eschenbach-Schnabelburg (Stammburg Schnabelburg bei Rengg/ZH) die Grafen von Rapperswil (Stammburg bei Altendorf SZ), die Freiherren von Tengen und die Grafen von Toggenburg. Die bedeutendsten geistlichen Grundeigentümer waren die Klöster Fraumünster, St. Gallen, Einsiedeln, Rheinau und Reichenau sowie der Bischof von Konstanz. Nach dem Aussterben der Kyburger wurden die Habsburger zur führenden regionalen Macht, da sie grosse Teile des kyburgischen Erbes übernehmen konnten.
Auf dem Kantonsgebiet wurden durch Adelsgeschlechter im Verlauf des Mittelalters zahlreiche Städte neu gegründet. Darunter sind vor allem Winterthur (Kyburger und Habsburger, Stadtrecht 1264), Eglisau (Freiherren von Tengen, 1238 und 1253), Bülach (Freiherren von Tengen, Habsburger, Stadtrecht 1384) hervorzuheben. Als Burgstädtchen entstanden Regensberg, Greifensee und Grüningen. Als letzte Stadtgründung gilt Elgg, das 1371 das Stadtrecht von den Habsburgern erhielt. Von den insgesamt rund 20 Ordensniederlassungen und Klöstern, die im Mittelalter im heutigen Kantonsgebiet neben Rheinau und Fraumünster in Zürich entstanden, sind Kappel (Zisterzienser, 1185, Eschenbacher), Bubikon (Johanniter, 1192, Toggenburger/Rapperswiler), Rüti (Prämonstratenser, 1206, Toggenburger) sowie Töss (Dominikanerinnen, 1233, durch Kyburger) erwähnenswert.

## Der Stadtstaat Zürich als Vorläufer des modernen Kantons Zürich

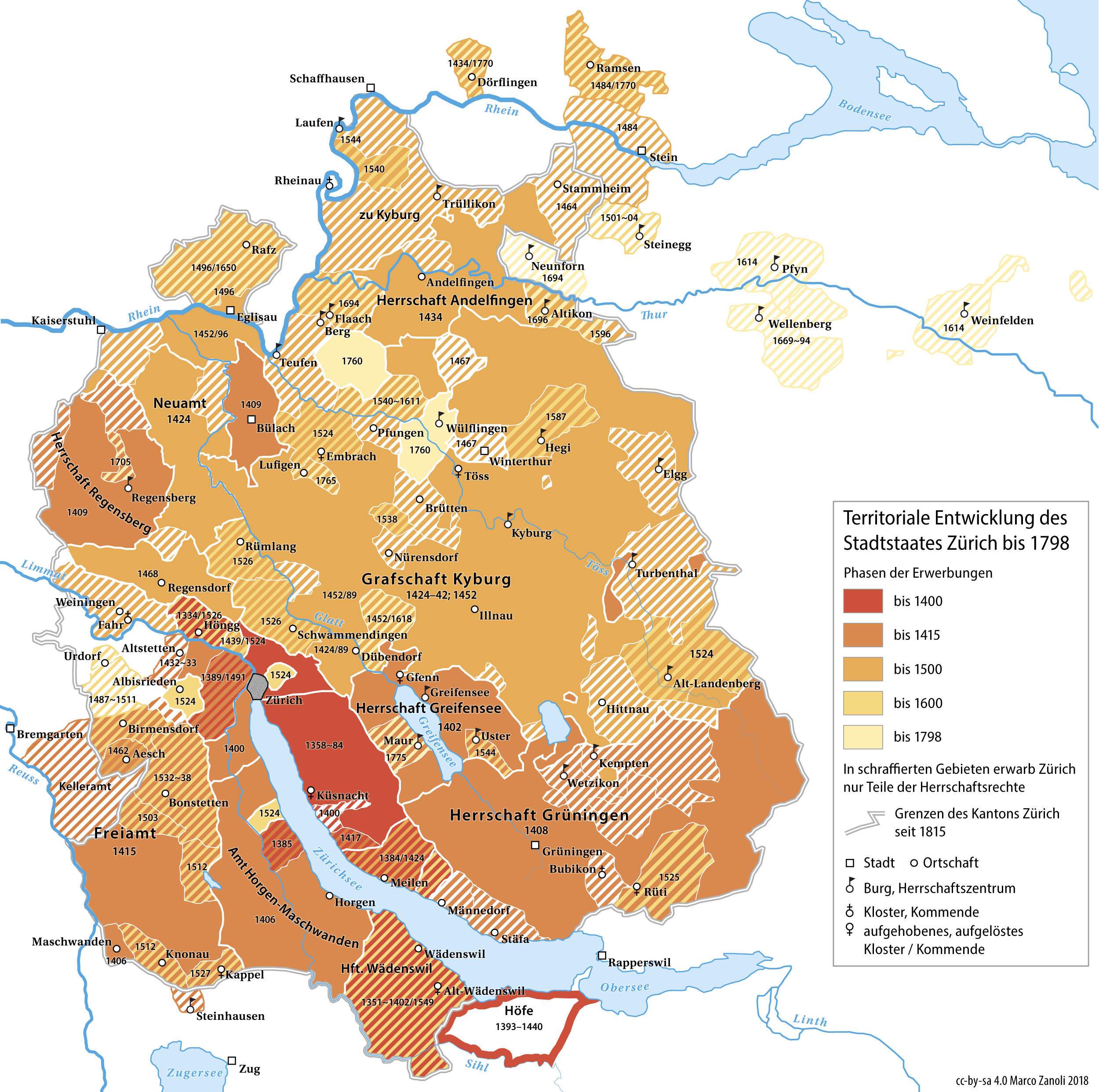
Karte der Entwicklung der Herrschaft der Stadtrepublik Zürich bis 1798

Die Reichsstadt Zürich dehnte ihre Macht ab dem 13. Jahrhundert auf die Gemeinden am Zürichsee aus. 1351 trat sie in einen ewigen Bund mit der schweizerischen Eidgenossenschaft und stellte sich damit gegen die regionale Vormacht der Habsburger. Bis ins 15. Jahrhundert gelangt praktisch der ganze heutige Kanton Zürich in den Besitz der Stadt oder der Bürger von Zürich. 1467 wurde auch die Stadt Winterthur den Habsburgern abgekauft. Die so genannte Zürcher Landschaft wurde in die Landvogteien Regensberg, Kyburg, Andelfingen, Grüningen, Greifensee sowie die Obervogteien Küsnacht, Horgen und Maschwanden-Freiamt aufgeteilt. Ebenfalls in zürcherischem Besitz war die Landvogtei Sax-Forstegg im Rheintal, die heute zum Kanton St. Gallen gehört. Eine gewisse Eigenständigkeit unter Zürcher Oberherrschaft konnten sich die sog. Munizipalstädte Winterthur und Stein am Rhein bewahren. Die Stadt Zürich trat nämlich in den erworbenen Gebieten verschiedene Herrschaftsrechte an, sie war also nicht frei in der Ausübung der Herrschaft, sondern war an die alten geschriebenen und ungeschriebenen Rechte gebunden. Im Falle der Munizipalstädte musste sie die Freiheitsbriefe und Stadtrechte respektieren, die den Städten von den Vorbesitzern verliehen worden waren. Andere Teile des Kantons besassen weniger Autonomie und wurden direkt von der Stadt als «innere Vogteien» verwaltet. Eine stärkere Vereinheitlichung und Straffung der städtischen Herrschaft scheiterte mehrfach am Widerstand der Landbevölkerung (z. B. im Waldmannhandel)

### Reformation und Ancien Régime

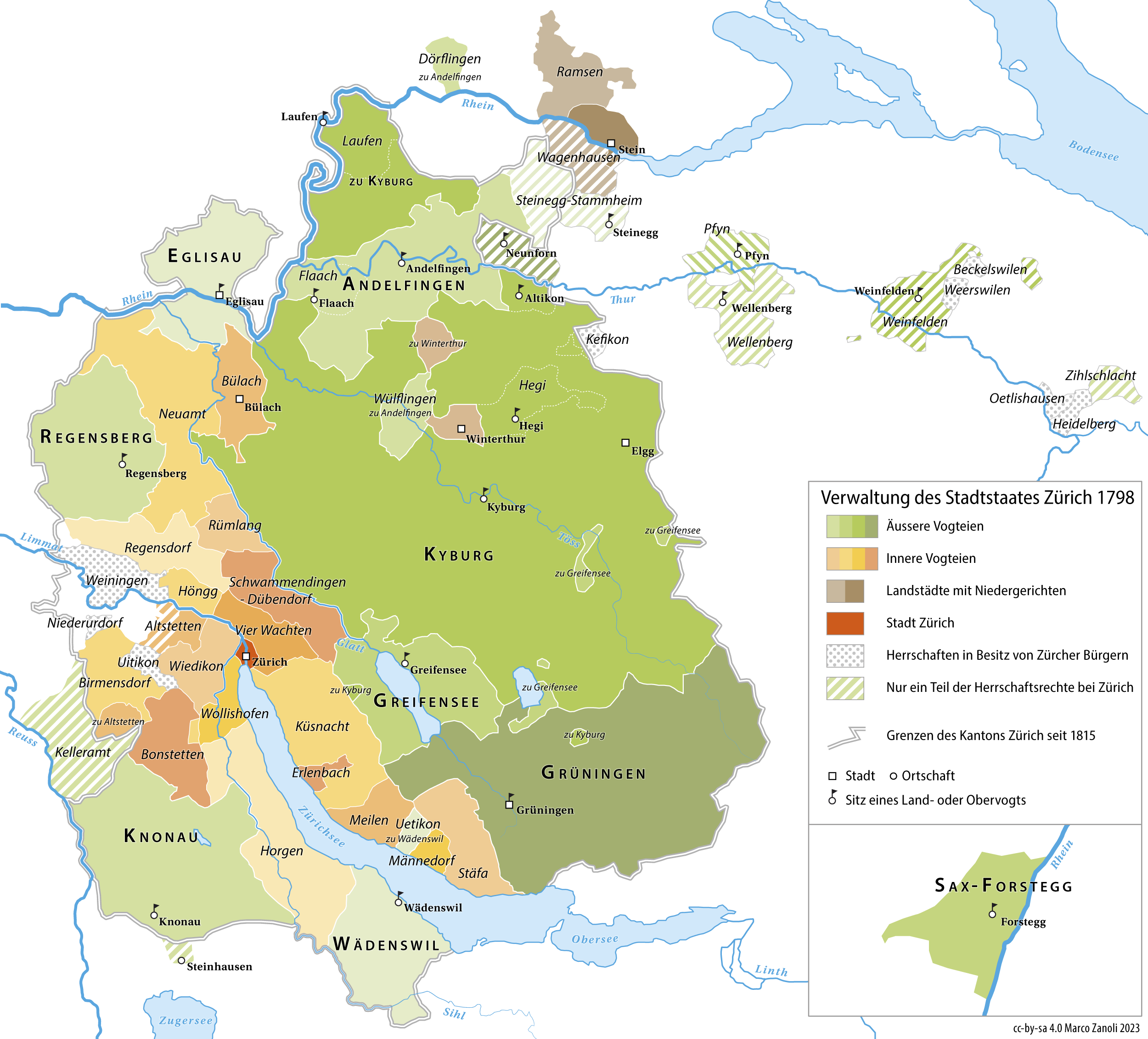
Die Verwaltungsgliederung des Herrschaftsgebiets der Stadt Zürich im 18. Jahrhundert

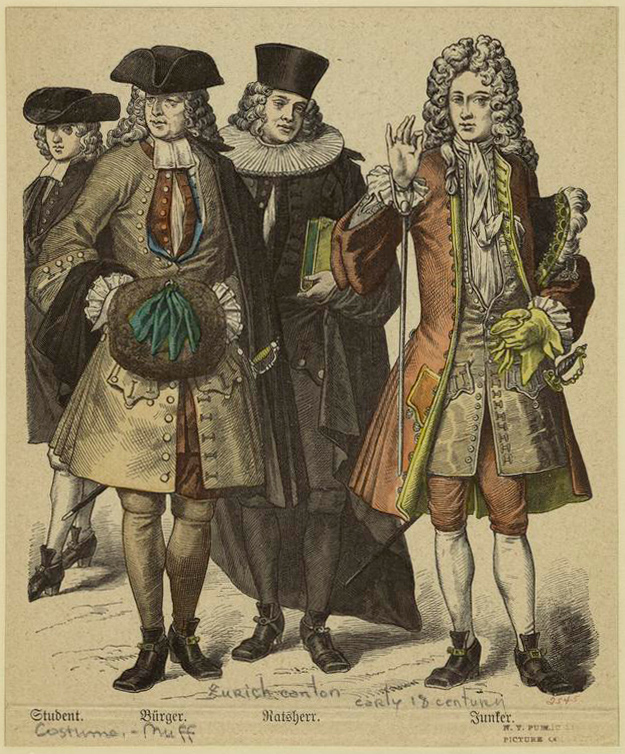
Zürcher Herren im 18. Jahrhundert

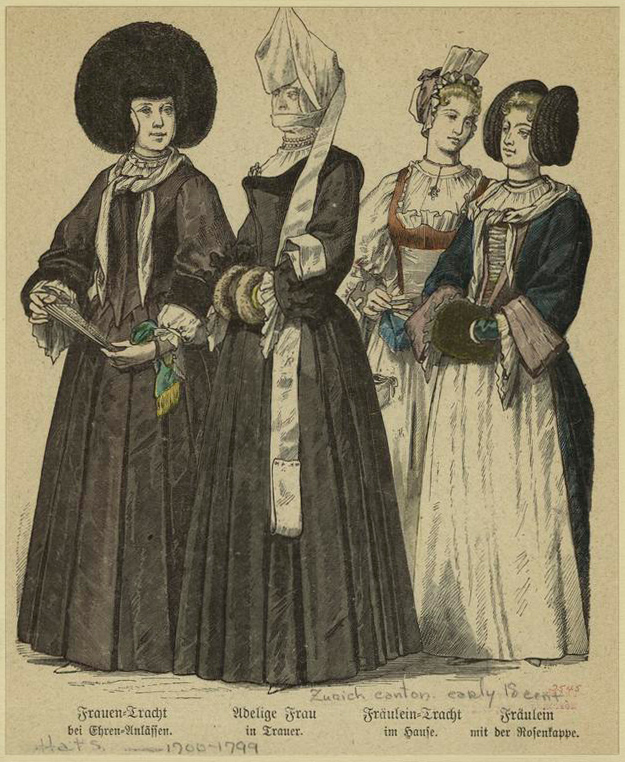
Damentrachten im 18. Jahrhundert

1525 führt der Rat von Zürich unter theologischer Führung von Ulrich Zwingli im Herrschaftsgebiet der Stadt die Reformation ein und setzte diese teils gegen starken Widerstand der Täufer und Katholiken durch. Um die Einkünfte der Klöster und der geistlichen Stiftungen ihren ursprünglichen Zweckbestimmungen der Seelsorge und Armenfürsorge wieder nutzbar zu machen, löste der Rat von Zürich alle in seinem Herrschaftsgebiet beheimateten geistlichen Körperschaften auf und übernahm deren Liegenschaften, Güter und Einkünfte. Nur die ausserhalb des Kantons gelegenen Klöster durften ihre zürcherischen Besitzungen und Rechte behalten. Die Bevölkerung der Landschaft musste die Abgaben nun an die städtischen Klosterämter abliefern, wodurch der Stadtrat praktisch nach Belieben über riesige jährliche Einkünfte verfügte. Unter Zwinglis Nachfolger Heinrich Bullinger wurde Zürich ein europäisches Zentrum reformatorischer Geisteskultur. Die Aufnahme von Glaubensflüchtlingen aus dem Tessin gab der Textilindustrie und dem Textilhandel wichtige Anstösse. Im 17. und 18. Jahrhundert wurde das von städtischen Handelsherren betriebene Verlagssystem zur Produktion und Vertrieb von Textilien zu einer Quelle des Reichtums für Stadt und Landschaft. In den 1630er Jahren wurden Neuerungen wie das Schellenwerk (Zwangsarbeit für geringere Vergehen), ein Zuchthaus sowie Profosen, eine Art Polizisten, eingeführt. Zur Finanzierung der Profosen sowie der neuen Stadtbefestigungen (erbaut von 1640 bis 1662) wurde zusätzlich zu den bisherigen Abgaben eine Vermögenssteuer erhoben. Dies rief insbesondere um Wädenswil und im Knonauer Amt Widerstand hervor, den das Zürcher Militär im September 1646 unter Führung von Hans Konrad und Hans Rudolf Werdmüller unterdrückte. Sieben Anführer wurden hingerichtet.
Nach dem Austritt der Eidgenossenschaft aus dem Heiligen Römischen Reich 1648 wurde die ehemalige Reichsstadt Zürich mit ihrem Herrschaftsgebiet zu einer souveränen Stadtrepublik, ähnlich wie Venedig und Genua. Im 18. Jahrhundert war die Stadt Zürich ein Zentrum der Aufklärung mit europaweiter Ausstrahlung; hier wirkten Zürcher wie Bodmer, Breitinger, Gessner und Pestalozzi sowie Deutsche wie Wieland, und Lesegesellschaften förderten die Bildung der Bevölkerung. Die im Gegensatz zu diesem geistigen Aufschwung eingetretene politische Erstarrung der stadtstaatlichen Herrschaftsstrukturen und die wirtschaftliche und politische Benachteiligung der Landschaft führten 1794/95 zu einem erfolglosen Aufstand der Landbevölkerung, dem Stäfnerhandel. 1798 brach der Stadtstaat unter innerem und äusserem Druck zusammen.
Am 3. Februar 1798 wurde in Wädenswil ein Kongress abgehalten, bei dem Abgeordnete aus 72 Gemeinden unter der Leitung des aus der Verbannung zurückgekehrten Führers der Landschaft, Johann Caspar Pfenninger, tagten, um Druck auf die Regierung in der Stadt auszuüben. Die Räte der Stadt erklärten darauf am 5. Februar die vollkommene Gleichstellung der Stadt Zürich, der Landschaft und der Munizipalstädte Winterthur und Stein am Rhein. Als verfassunggebende Versammlung wurde eine 176-köpfige «Landeskommission» gebildet, die ab dem 21. Februar 1798 im Gesellschaftshaus zum Rüden tagte. Eine Einigung zwischen aristokratischer Stadtregierung und radikal-revolutionärer Landschaft scheiterte aber schon nach wenigen Tagen. Der bisherigen Regierung, die noch als Provisorium im Amt geblieben war, stellte sich nach dem Einmarsch französischer Truppen in die Westschweiz am 6. März 1798 die «Meilener Nationalversammlung» entgegen, die aus den Vertretern der Landschaft in der Landeskommission und dem revolutionären Komitee aus Küsnacht zusammengesetzt war. Da die provisorische Regierung immer noch nicht zu hinreichenden Kompromissen bereit war, setzte die Nationalversammlung Truppen der Landschaft gegen die Stadt in Marsch, wonach die provisorische Regierung und damit das Ancien Régime endgültig abdankte. Der 69. und letzte Bürgermeister des Zürcher Stadtstaates, Heinrich Kilchsperger, übergab die Regierungsgeschäfte der Landeskommission, die als «Kantonsversammlung» unter der Leitung des Statthalters Hans Conrad von Wyss den Aufbau des neuen Kantons gemäss der Helvetischen Verfassung vom 12. April 1798 in Angriff nahm.

### Hexenprozesse
Zwischen 1478 und 1701 fanden im Herrschaftsbereich der Stadt Zürich 84 Hexenprozesse mit Todesfolge statt. Lange Zeit ging man von nur 79 solchen Prozessen (75 Frauen und 4 Männer) wegen vermeintlicher Hexerei aus. Nach Forschungen des ehemaligen Staatsarchivars Otto Sigg aus dem Jahre 2019 musste die Opferzahl auf 84 erhöht werden. Die 7 Opfer aus den Hexenprozessen 1618/9 von Rheinau werden nicht zu den 84 Opfern gezählt, da Rheinau erst seit 1803 Teil des Kanton Zürich ist.
Vom Standort des heutigen Zwingli-Denkmals bei der Wasserkirche wurden die der Hexerei Angeklagten zum Wellenbergturm in der Limmat überführt, eingesperrt und gefoltert, bevor sie auf einer Kiesbank in der Sihl bei lebendigem Leib verbrannt wurden. Wasterkingen war der Ort der letzten Hexenverfolgung im Kanton Zürich: Am 19. April 1701 schilderte der Eglisauer Landvogt Johann Jakob Hirzel in einem Schreiben an die Zürcher Obrigkeit die Anklagen von Dorfbewohnern über das Hexenunwesen in ihrer Gemeinde. Nach einem langwierigen Hexenprozess verurteilte der Rat von Zürich sieben Frauen und einen Mann (angeklagt waren 12 Wasterkinger Bürger) wegen Bündnissen mit dem Teufel zum Tode. Regierungspräsident Markus Notter und Kirchenratspräsident Ruedi Reich verurteilten 2001 diese Justizmorde; bislang der einzige Rehabilitierungsversuch von der Hexerei Angeklagten im Kanton Zürich.

## Französische Besatzung und Helvetische Republik 1798–1803

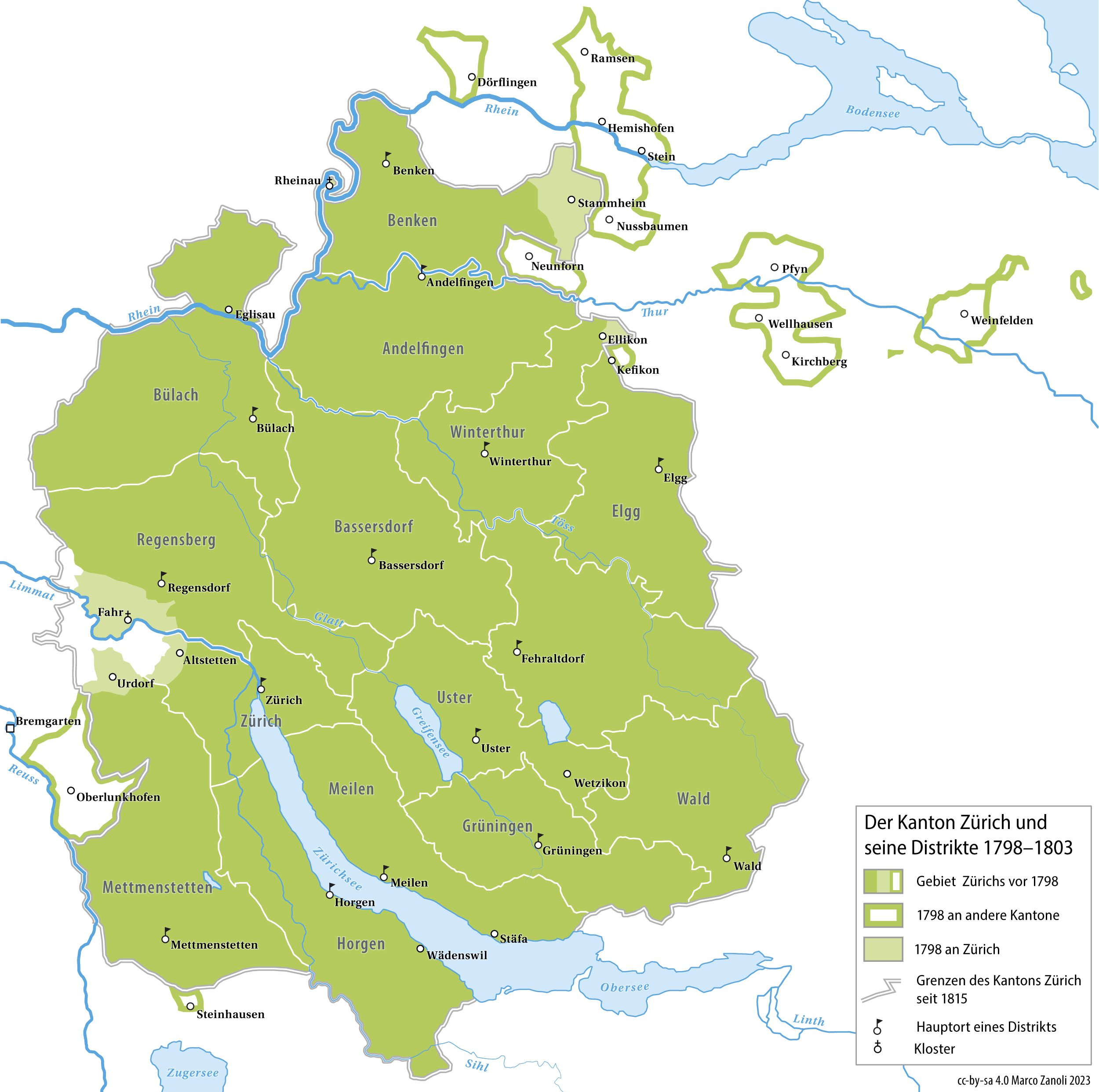
Karte des Kantons Zürich in der Zeit der Helvetik 1798–1803

Der letzte Bürgermeister der Stadtrepublik Zürich, Heinrich Kilchsperger, wurde nach seinem Rücktritt zum Präsidenten der Kantonsversammlung gewählt, die bis am 14. April 1798 sowohl die vollziehende wie auch die ausführende Gewalt des Kantons in sich vereinigte. Am 29. und 30. März wurden im Kantonsgebiet sog. Urversammlungen durchgeführt, an denen über die helvetische Verfassung für die Schweiz abgestimmt wurde. Obwohl nur deren Basler Variante angenommen wurde, musste schliesslich auf Druck Frankreichs die Pariser Originalversion auch in Zürich in Kraft gesetzt werden. Ende April besetzten französische Truppen das Kantonsgebiet und beendeten die Autonomie des entstehenden Kantons Zürich.
Das Gebiet des Kantons Zürich bildete nun einen Wahl-, Gerichts- und Verwaltungsbezirk der zentralistisch aufgebauten Helvetischen Republik. Gemäss der Verfassung wurde der Kanton neu organisiert. Es wurden 15 Distrikte gebildet (Horgen, Mettmenstetten, Zürich, Regensdorf, Bassersdorf, Bülach, Uster, Fehraltorf, Grüningen, Wald, Elgg, Andelfingen, Benken, Meilen und Winterthur) und die Grenzen mit den Nachbarkantonen bereinigt. Zürich trat Stein am Rhein, Hemishofen, Ramsen und Dörflingen an den Kanton Schaffhausen ab. Rheinau und Urdorf kamen neu zum Kanton Zürich, während das Kloster Fahr, Dietikon, Unteroetwil, Hüttikon und Schlieren dem Kanton Baden zugeteilt wurden. Ebenfalls verlor Zürich die Exklaven Pfyn, Wellenberg, Weinfelden sowie Sax-Forstegg an die Kantone Thurgau bzw. Linth. Mit den Kantonen Baden und Thurgau fanden auch Bereinigungen im Fall geteilter Herrschaftsrechte in den Grenzbereichen statt. So kam etwa das Kelleramt an Baden, Hüttwilen, Nussbaumen, Neunforn an Thurgau, während Stammheim und Ellikon an Zürich gingen.
Für das ganze Kantonsgebiet galten nun einheitliche Gesetze, was einerseits dem Land Gleichberechtigung verschaffte aber auch alle traditionellen regionalen und lokalen Sonderrechte aufhob. Die Verfassung sah vor, dass jeder Kanton von einem Statthalter regiert wurde, dem in den Distrikten ein Unterstatthalter unterstellt war. Sie waren zuständig für den Vollzug der Anweisungen durch die Statthalter, Gerichte und der Verwaltung. Sie konnten zudem in den Gemeinden einen Agenten ernennen. Damit begann auch die moderne Geschichte der Gemeinden im Kanton Zürich, die bis auf wenige Ausnahmen aus den mittelalterlichen 15 Dörfern mit Gemeindebrief oder den 150 Kirchgemeinden gebildet wurden. Zuerst wurden aus den 1155 Ortschaften – gemäss Verfassung mit je ca. 100 stimmberechtigten Bürgern – 171 «Agentschaften» gebildet. Im Mai 1799 trat die Gesetzgebung über die Gemeinden in Kraft, welche eine Zweiteilung in sogenannte Munizipal- und Ortsgemeinden einführte. In ersteren waren alle Einwohner gleichberechtigt während in den letzteren nur die Ortsbürger organisiert waren, welchen Anteil am Bürgernutzen zustand. Der Bürgernutzen bestand hauptsächlich aus den Einkünften aus Grund- und Waldbesitz der ehemaligen Dorfgemeinschaften aus dem Mittelalter und konnte je nach Gemeinde sehr unterschiedlich ausfallen. Bis 1799 stieg die Anzahl der Gemeinden durch die Gebietsbereinigung mit den Nachbarkantonen und Neuorganisationen auf 183. Die Volkszählung während der Helvetik ergab eine Einwohnerzahl von 182 290.
Während des Zweiten Koalitionskrieges drangen Mitte Mai 1799 alliierte Truppen von Norden über den Rhein in den Kanton Zürich ein. Französische und helvetische Truppen zogen sich kämpfend bis Zürich zurück, wo sie mit den Alliierten zwischen dem 4. und 7. Juni die Erste Schlacht um Zürich fochten. Diese endete mit einem alliierten Sieg und der Besetzung grosser Teile des Kantons durch alliierte Truppen. Der Kanton nördlich der Limmat und des Zürichsees blieb bis zur zweiten Schlacht um Zürich am 25./26. September und alliierter Kontrolle und in diesen Gebieten wurde versucht, die vorrevolutionäre Ordnung wieder herzustellen. Die grossen Kriegsschäden sowie die Kosten durch die Einquartierungen und Plünderungen belasteten die Stadt- und Landbevölkerung stark. In der Helvetik kam es mehrfach zu Unruhen in der Landschaft, die mit Waffengewalt niedergeschlagen wurden.
Im Herbst 1802 unterstütze die Zürcher Regierung die föderalistische Partei im Stecklikrieg, weshalb es im September zum Einmarsch von Truppen der Helvetischen Republik und der Beschiessung Zürichs kam. Die helvetischen Truppen wurden von der republikanisch gesinnten Landbevölkerung in den Seegemeinden und im Oberland unterstützt.

## Der moderne Kanton Zürich entsteht: Mediation und Restauration 1803–1831

### Die Mediationsverfassung von 1803

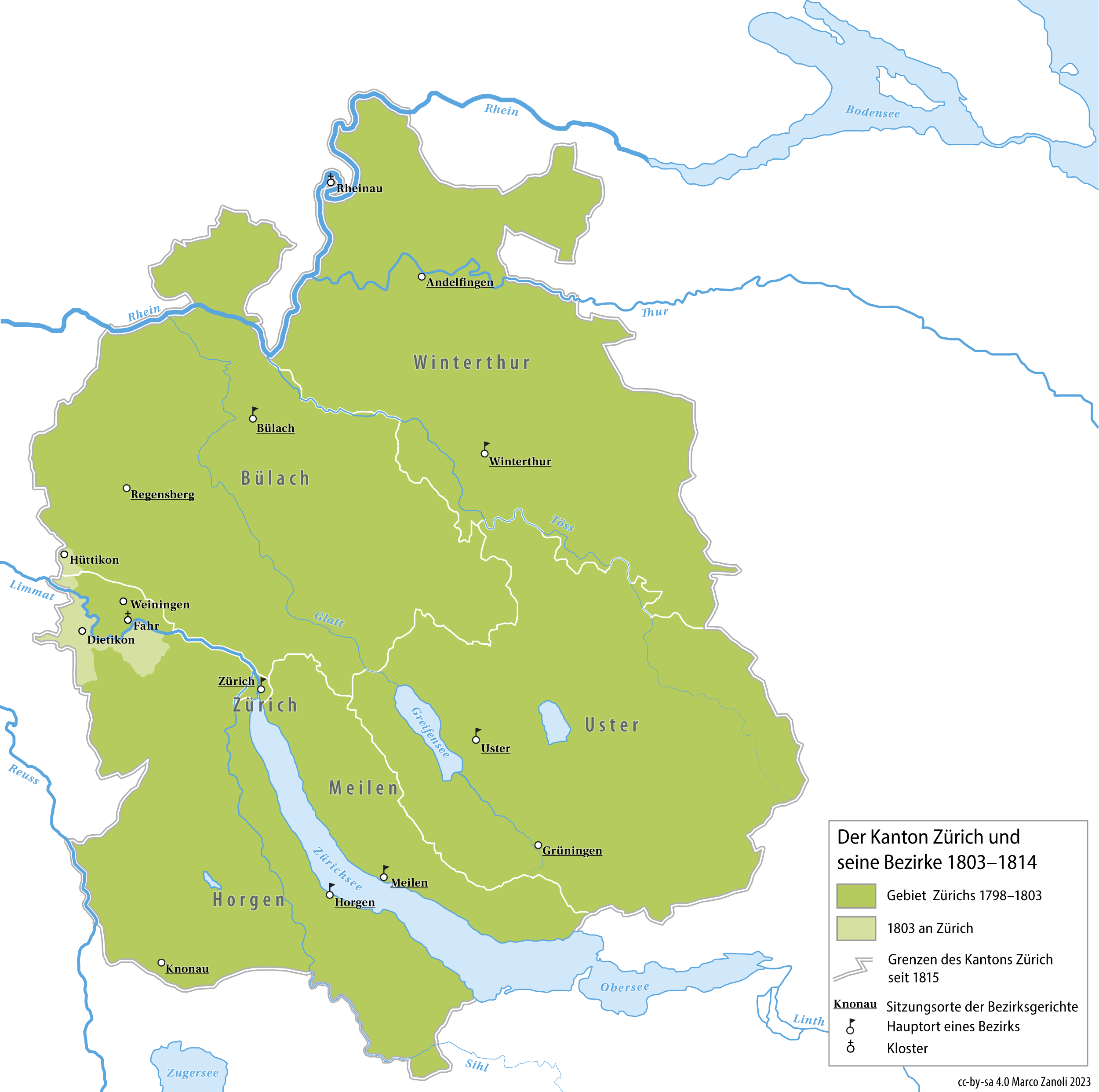
Karte des Kantons Zürich und seiner Bezirke 1803–1814

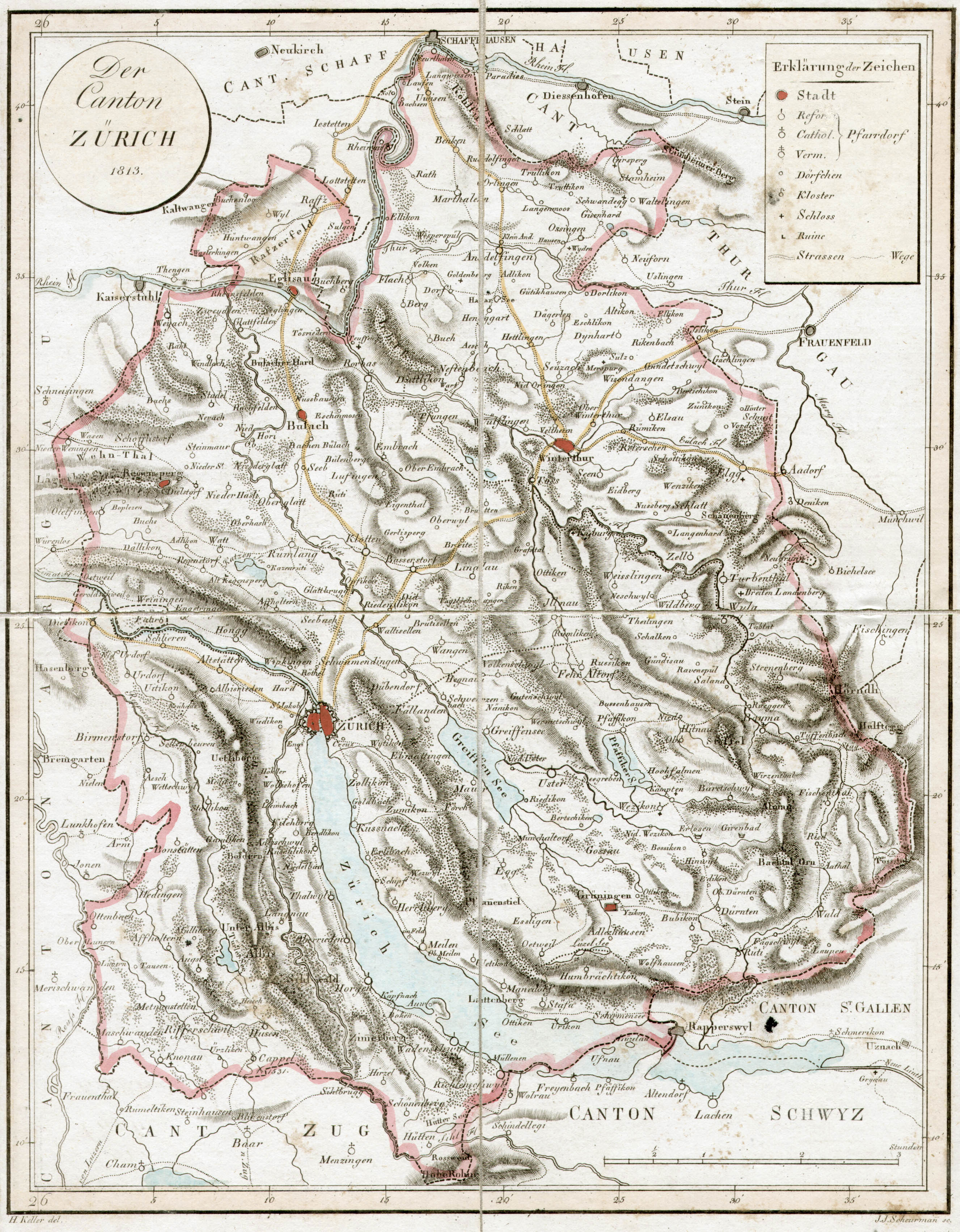
Zeitgenössische Karte des Kantons Zürich 1813

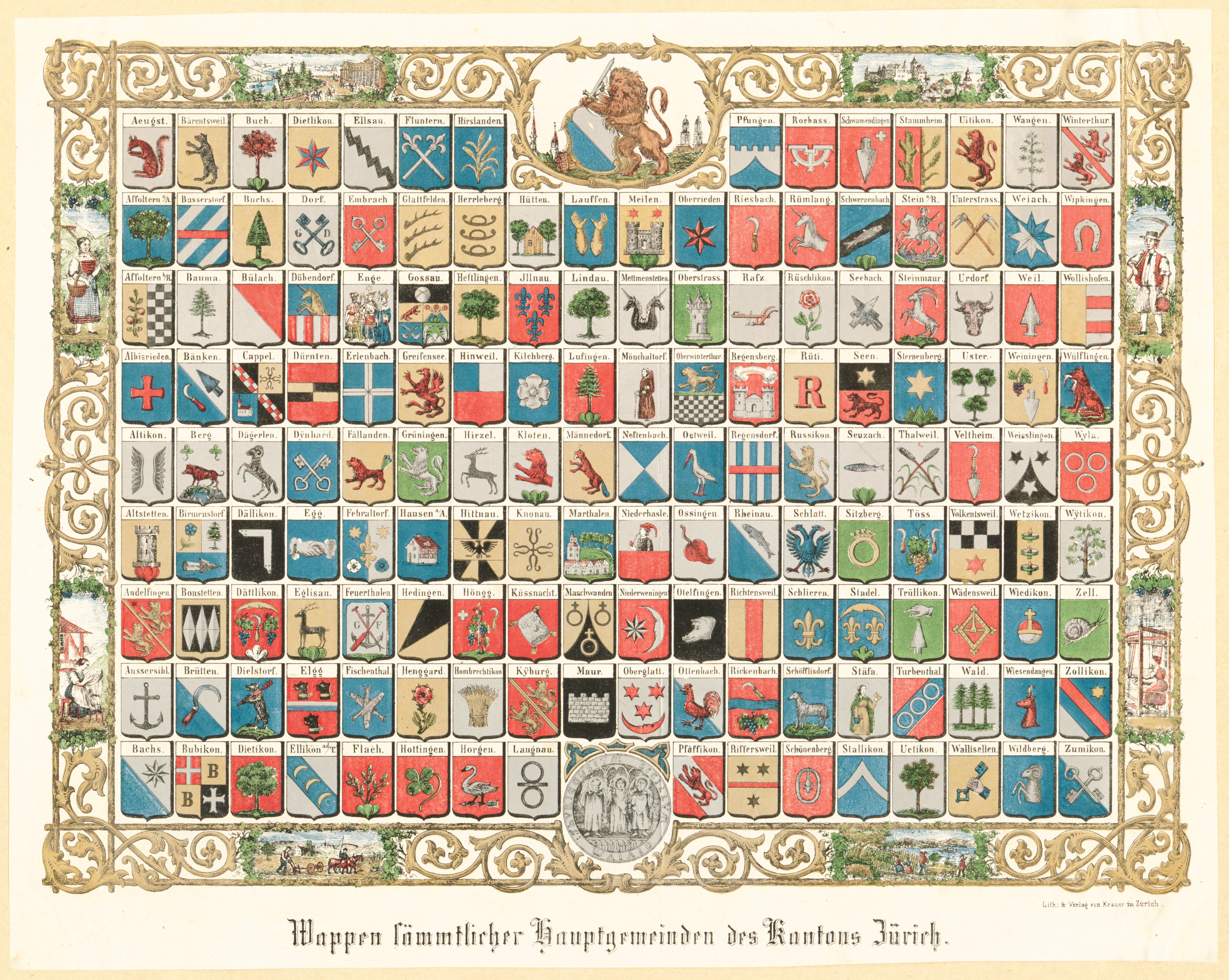
Darstellung der Wappen der Zürcher Gemeinden im 19. Jahrhundert

1803 wurden nach längeren Auseinandersetzungen zwischen zentralistisch (Unitarier) und föderalistisch orientierten Kreisen Vertreter aus allen Kantonen der Schweiz von Napoléon Bonaparte zur sog. Helvetischen Consulta in Paris geladen. An dieser Versammlung wurde durch Vermittlung Napoleons eine neue föderale Verfassung für die Schweiz und ihre Kantone erarbeitet. Durch diese sog. Mediationsverfassung wurde der moderne Kanton Zürich gegründet. Als kantonale Behörden wurden ein «Grosser Rat» als Legislative und ein «Kleiner Rat» als Exekutive eingerichtet. Die 195 Mitglieder des Grossen Rates wurden nicht in Wahlkreisen, sondern in 65 politischen Zünften gewählt. Jeder Bezirk wurde dazu in 13 politische Zünfte eingeteilt. 52 Zünfte aus der Landschaft standen 13 Zünften der Stadt gegenüber. Der Kleine Rat mit 25 Mitgliedern wurde vom Grossen Rat aus seinen Mitgliedern gewählt. Den Vorsitz der Regierung als «Amtsbürgermeister» führten zwei sich jährlich abwechselnde Bürgermeister. Für das Wahlrecht wurde ein Zensus von 500 Fr. Vermögen (ca. der Wert eines Hauses) eingeführt. Ausserdem waren nur selbständige, militärdiensttaugliche Männer über dreissig wahlberechtigt. Durch diese Massnahme waren wohl deutlich mehr als die Hälfte der Männer vom Wahlrecht ausgeschlossen. Da in den Städten ein deutlich höherer Anteil an Wahlberechtigten wohnte, wurde der politische Einfluss der Städte gegenüber den Landbewohnern wieder gestärkt.
Die helvetischen Distrikte wurden zu fünf Bezirken zusammengefasst (Horgen, Zürich, Bülach, Uster und Winterthur). Das Kantonsgebiet wurde endgültig in seinen heutigen Dimensionen festgelegt. Neu kamen noch Schlieren, Dietikon, Unter-Oetwil und Hüttikon zu Zürich. Zwischen der Kantonsregierung und der Landbevölkerung kam es wegen der Ablösung der alten Grundzinsen und Zehnten zu einem schweren Konflikt, der kurzzeitig sogar zu einem Aufstand der Landbevölkerung, dem sog. Bockenkrieg führte. Die kantonale Regierung schlug den Aufstand mit der Hilfe einer eidgenössischen Interventionstruppe nieder und setzte die neue Ordnung mit Gewalt durch.
Auf lokaler Ebene wurden aus den 1798/99 neu gebildeten Munizipalitäten Einwohnergemeinden, deren Kompetenz sich auf den Vollzug der Gesetze beschränkte. Die als privatrechtliche Korporationen der alten Dorfgenossenschaften, die sog. Bürgergemeinden blieben daneben bestehen. Die Anzahl der Gemeinden stieg auf 186. Bis zum Ende der Helvetik stieg die Einwohnerzahl im Kanton gemäss Volkszählung auf 193 488.
Der Kanton Zürich wurde durch die Mediationsverfassung zu einem Vorort der Schweizerischen Eidgenossenschaft. Der Amtsbürgermeister von Zürich führte dadurch jedes fünfte Jahr den Vorsitz in der Tagsatzung und vertrat die Eidgenossenschaft als Landammann der Schweiz gegen aussen. Hans von Reinhard bekleidete dieses Amt zwei Mal in den Jahren 1807 und 1813.
1805 kam es zwischen der Stadt und dem Kanton zur Aufteilung von Vermögen und Herrschaftsrechten der alten Stadtrepublik. Die Herrschaftsrechte, hoheitliche Funktionen und Ämter sowie der Grundbesitz und die Einkünfte gingen bis auf wenige Ausnahmen auf den Kanton über. Die Stadt Zürich erhielt das Fraumünsteramt mit dem Sihlwald, das Sihlamt und das Hardamt. Die konservativ gesinnte Regierung hob den Preis für die Ablösung der Feudallasten stark an, um dem Kanton und der Oberschicht diese Einkünfte zu erhalten. Dies führte erneut zu Unruhen in der Landschaft, etwa dem Bockenkrieg 1804. Die gewaltsame Unterdrückung dieses Aufstandes und die anschliessenden repressiven Massnahmen sicherten den konservativen Kräften für längere Zeit die Herrschaft.

### Restaurationsverfassung von 1814

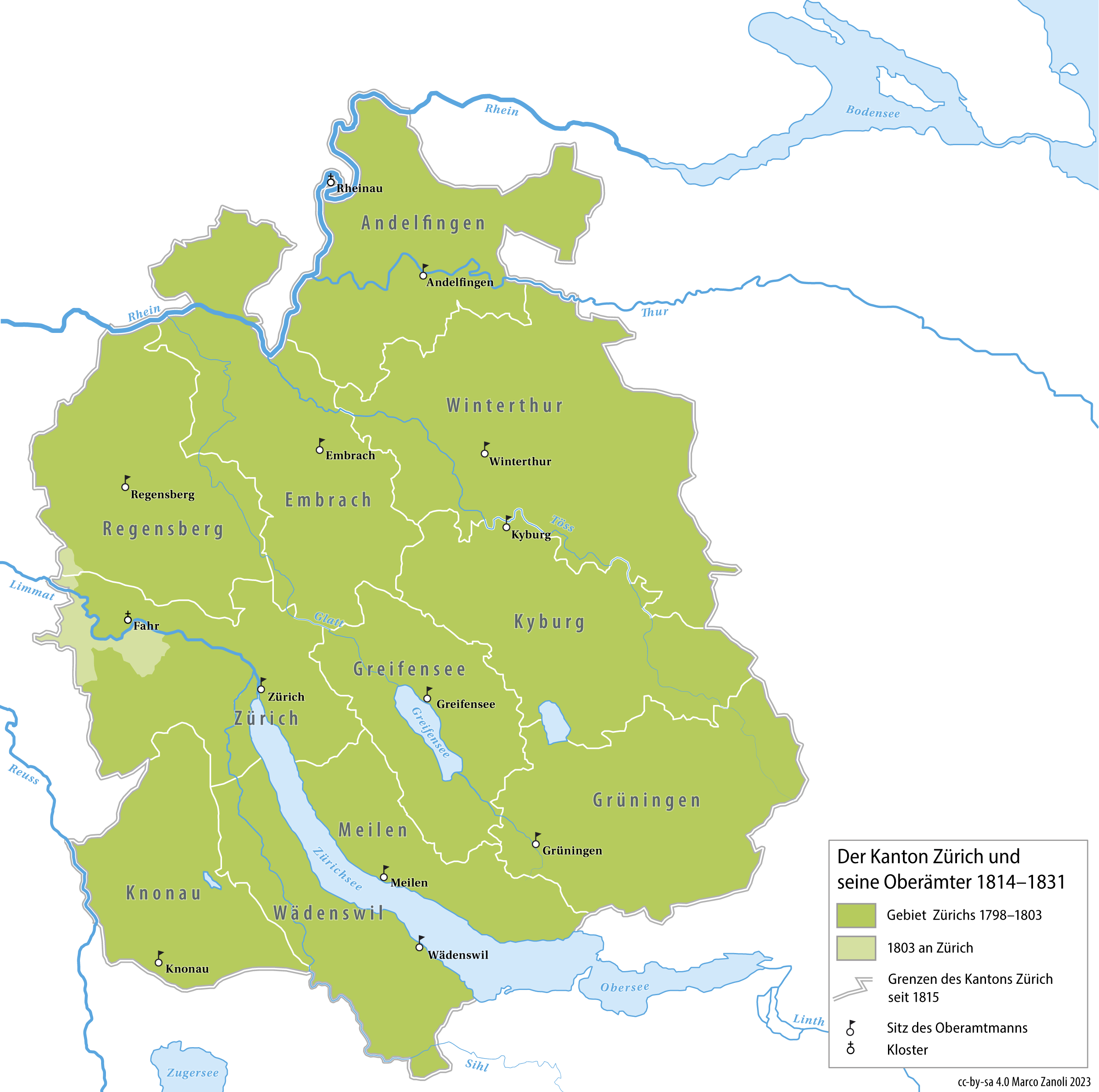
Karte des Kantons Zürich und seiner Oberämter 1814–1831

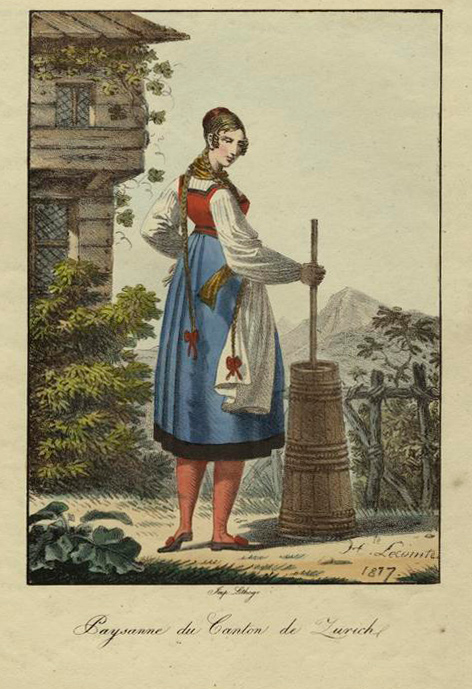
Bäuerin aus dem Kanton Zürich von 1817

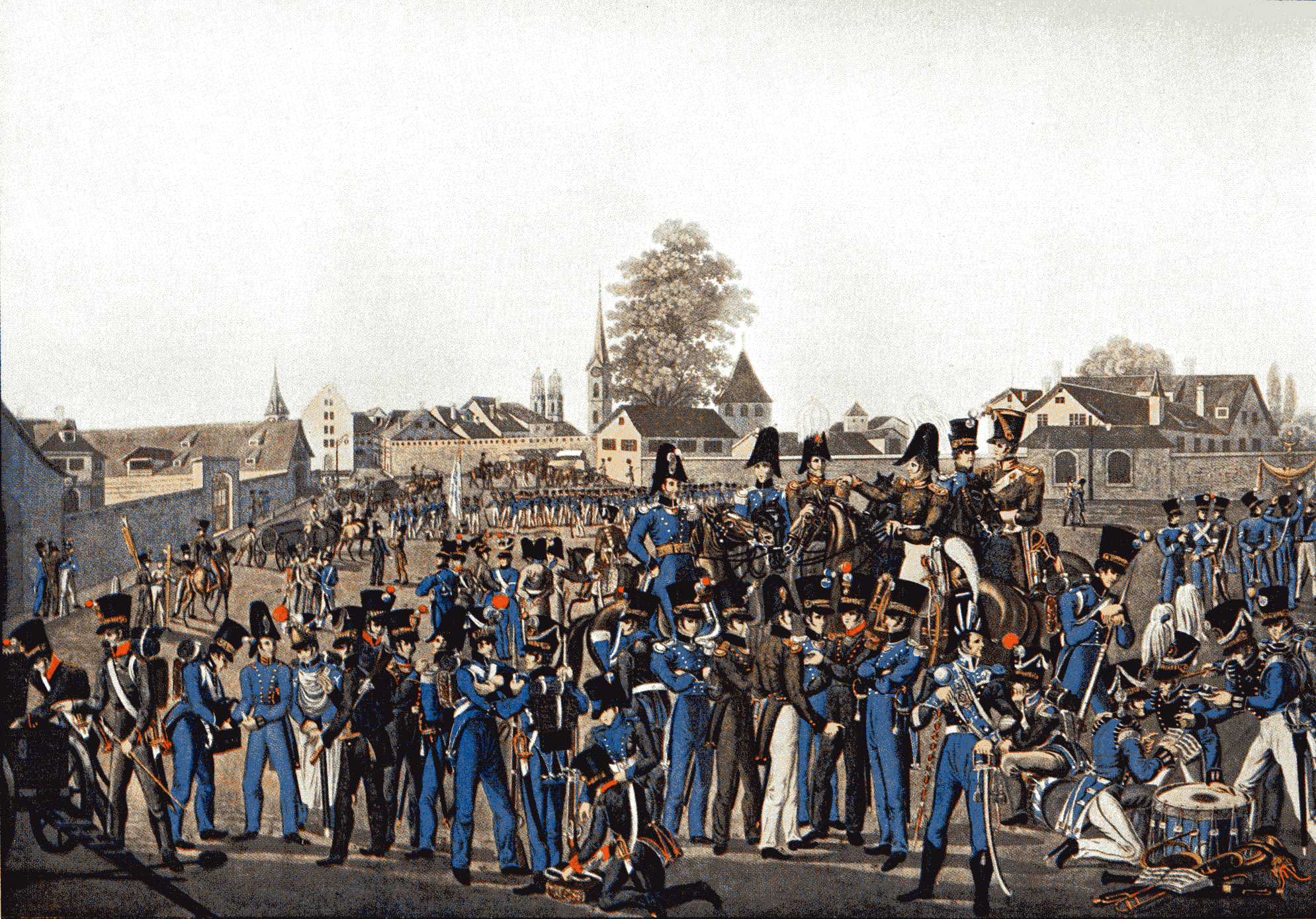
Zürcherisches Kantonal-Militär (um 1820) auf dem Paradeplatz in Zürich

Nach der französischen Niederlage bei Leipzig am 23. Dezember 1813 brach die napoleonische Ordnung der Schweiz zusammen. Da Zürich in diesem Jahr der Vorort der Eidgenossenschaft war, hatte der damalige Amtsbürgermeister von Zürich, Hans von Reinhard, als Vorsitzender der Tagsatzung wesentlichen Anteil an der nationalen Politik zwischen 1813 und 1815. An der sogenannten langen Tagsatzung vom 6. April 1814 bis zum 31. August 1815 in Zürich nahmen die Vertreter der 19 Kantone Neuenburg, Wallis und Genf in die Eidgenossenschaft auf und schufen den Bundesvertrag als neue Grundlage für die Schweiz als Staatenbund bis 1848.
Da auch in Zürich die Mediationsverfassung für aufgehoben erklärt worden war, beriet ab Januar 1814 ein geheimer Verfassungsrat über einer neuen Staatsordnung. Dieses Vorgehen provozierte den Protest der Bürger der Stadt Zürich, die meinten, es sei automatisch wieder die alte Ordnung aus der Zeit der Stadtrepublik in Kraft getreten. Der Kleine Rat konnte sich jedoch dank der Unterstützung der Beamten und der Miliz der Landschaft an der Macht halten. Am 6. Juni 1814 wurde der Grosse Rat in Zürich versammelt, um die neue Verfassung zu begutachten. Mit 105 zu 62 Stimmen wurde die diese abgesegnet und ohne Volksbefragung in Kraft gesetzt. Die Gesandten der alliierten europäischen Grossmächte hatten schon zuvor ihre Zustimmung gegeben. Als entscheidende Änderung wurde die Zusammensetzung des Grossen Rates so verändert, dass die Landzünfte nur noch 51 Räte wählen konnten. Da die Städte Zürich und Winterthur 31 Räte wählten und der Rest der 212 Räte per Kooption durch den Rat bestimmt wurden, waren die Stadtbürger stark übervertreten. Die neue Verfassung wurde deshalb insbesondere in Winterthur abgelehnt, das keinen auch nur annähernd verhältnismässigen Einfluss zugestanden bekam. Im Unterschied zur alten Verfassung von vor 1798 wurde die Landstadt nun auch nicht mehr durch Sonderrechte vor der Zürcher Herrschaft geschützt. Die Macht im Kanton Zürich lag nun ganz im Sinne der Restaurationszeit und des Wiener Kongresses in den Händen der städtischen und ländlichen Aristokratie. Gewaltentrennung und Volkssouveränität wurden wieder abgeschafft. In den Gemeinden verloren die Niedergelassenen das Wahlrecht an ihrem Wohnort wieder und dieses blieb bis 1866 auf die Ortsbürger beschränkt.
Der prägende konservative Politiker der Zürcher Restauration war Hans Konrad Finsler, Mitglied des Grossen und des Kleinen Rats sowie des Staatsrats, der zeitweise die Zürcher Politik nach belieben dominierte. Er musste erst zurücktreten, als 1829 das Bankhaus seines Bruders in Konkurs ging und seine Position durch den Skandal unhaltbar wurde.
Die Verwaltungseinteilung des Kantons wurde ebenfalls neu organisiert. Anstelle der Distrikte wurden elf Oberämter errichtet, deren Hauptorte durch die geschichtliche Tradition gegeben waren (Wädenswil, Knonau, Zürich, Regensberg, Embrach, Andelfingen, Winterthur, Kyburg, Greifensee, Meilen und Grüningen). Die Oberamtmänner wurden vom kleinen Rat auf sechs Jahre gewählt und nahmen ihren Sitz in den alten Amtshäusern und Landvogteischlössern.
Die konservative Herrschaft blieb bis 1829 durch eine repressive Justiz und Polizei sowie Pressezensur stabil. Erst der Skandal um den Konkurs des Bankhauses Finsler führte nach 1829 zur Aufhebung der Pressezensur und zu einer Erneuerung der liberalen Bewegung.

## Zürich als Hochburg der Liberalen 1831–1914

### Liberale Verfassung von 1831

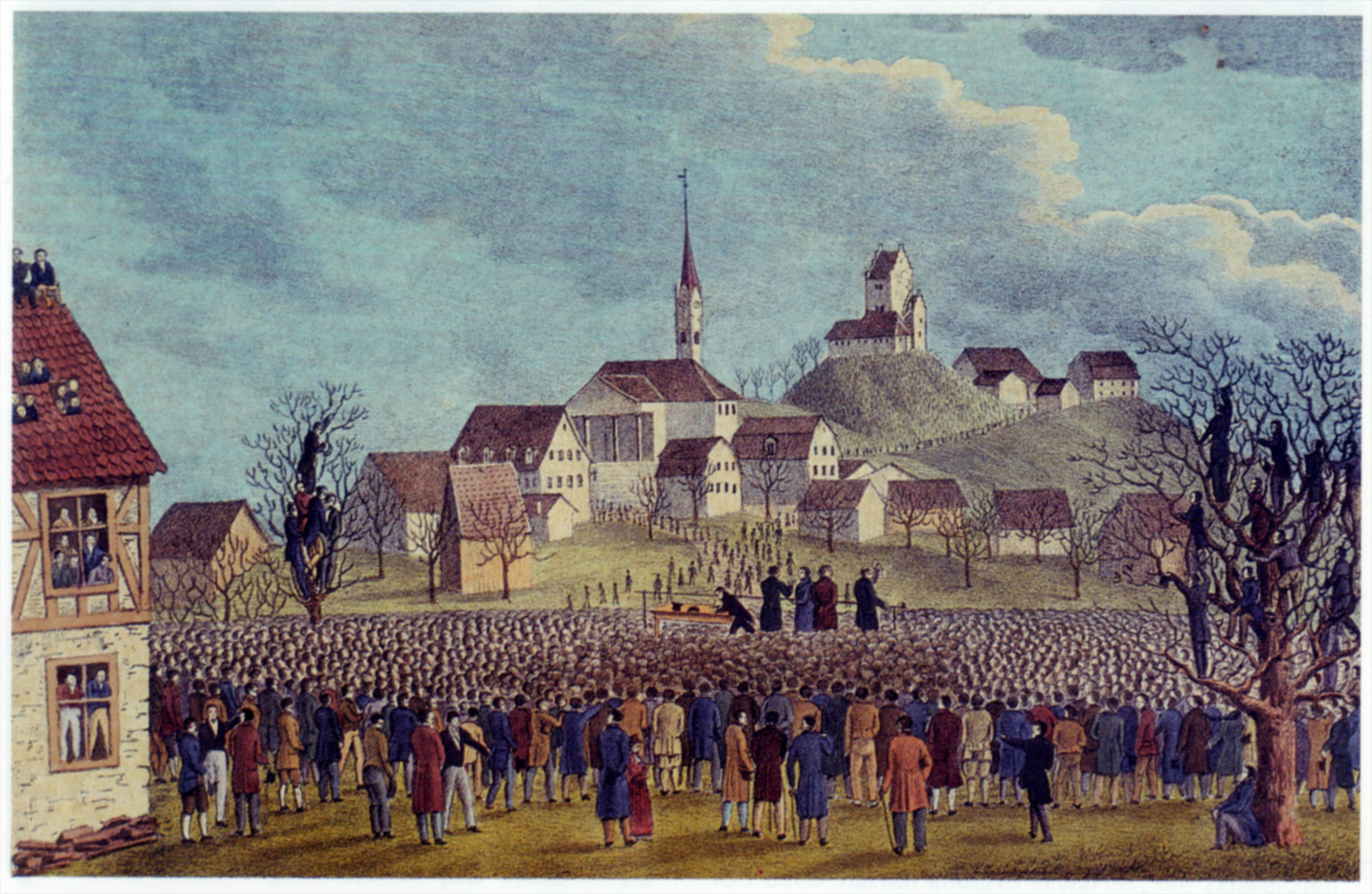
Die Versammlung in Uster am 22. November 1830 auf einem zeitgenössischen Bild

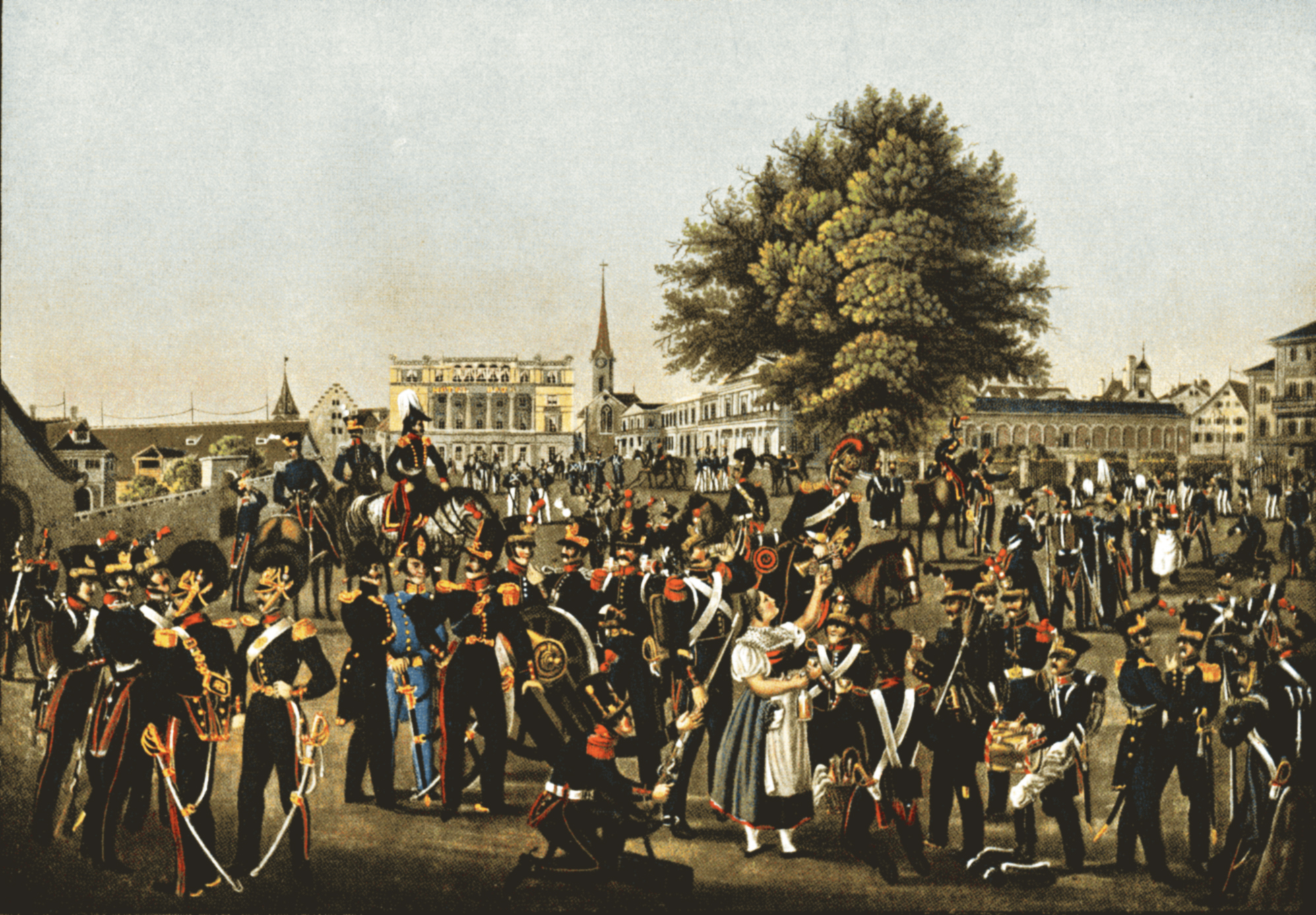
Kantonal-Zürcherisches Militär um 1830 auf dem Paradeplatz in Zürich

Obwohl die Bevölkerung des Kantons Zürich die konservative Verfassung gut zu akzeptieren schien, brodelte es unter der ruhigen Oberfläche. Die junge liberale und radikale Opposition organisierte sich in Schützen- und Gesangsvereinen oder in Lesezirkeln.
Nach der französischen Julirevolution von 1830 wollte der immer noch aristokratisch und stadtzürcherisch dominierte Grosse Rat allfälligen Unruhen zuvorkommen, indem am 1. November 1830 eine Ratskommission mit einer Verfassungsrevision beauftragt wurde. Die Initiative kam jedoch zu spät und die vorgesehenen Reformen waren unzureichend. Die führenden liberalen und radikalen Köpfe der Landschaft, Ludwig Snell und Johannes Hegetschweiler, beriefen in Wettstreit mit der Ratskommission auf den 22. November 1830 eine Landsgemeinde nach Uster ein, um den Forderungen der Opposition nach einer Totalerneuerung der Verfassung Nachdruck zu verschaffen. Der «Ustertag» wurde zu einem grossen Erfolg. Über 10.000 Menschen aus der Landschaft und aus der Stadt Winterthur, die einen Pakt mit Zürich abgelehnt hatte, strömten zusammen und billigten einen Forderungskatalog zuhanden des «hochwohlgeborenen, hochgeachteten Junker Amtsbürgermeister» und der «hochgeachteten, hochzuverehrenden Herren und Oberen», der als «Memorial von Uster» in die Geschichte einging. Obwohl schon am 25. November ein Vorschlag für eine Teilrevision der Verfassung von der Ratskommission vorgelegt wurde, dominierte nun das vom Volk abgesegnete Memorial die Diskussion.
Der Grosse Rat beschloss nach intensiver Debatte am 27. November, sich aufzulösen und eine verfassunggebende Versammlung wählen zu lassen, die aus zwei Dritteln mit Vertretern der Landschaft bestückt sein sollte. Dieser neue Grosse Rat trat bereits am 14. Dezember 1830 zusammen und liess eine Kommission aus dreizehn Mitgliedern eine neue Verfassung auf der Basis des Memorials von Uster erarbeiten. Die neue, liberale Verfassung wurde am 10. März 1831 in der ersten kantonalen Volksabstimmung mit 40'500 zu 1'700 Stimmen angenommen. Am Sonntag, 10. April 1831 wurde die Verfassung durch die Eidleistung der Bevölkerung des ganzen Kantons in den Pfarrkirchen in Kraft gesetzt. Der Kanton Zürich wurde damit zu einer repräsentativen Demokratie mit Volkssouveränität, Freiheit des Glaubens, der Person, der Presse, des Handels und des Gewerbes. Der Zensus für aktives und passives Wahlrecht wurde abgeschafft, die Gewaltentrennung eingeführt und das Öffentlichkeitsprinzip für die Staatsgeschäft eingeführt.
Ferner wurden die tatsächliche Gleichberechtigung der Stadt- und Landbewohner und die Ablösung der Bodenlasten durchgesetzt. Auf der Grundlage der liberalen Verfassung wurde auch das Schulwesen säkularisiert und neu geordnet. Ein Lehrerseminar wurde gegründet und 1833 die Universität Zürich.
Seit 1830 zählte damit Zürich zu den liberalen, «regenerierten» Kantonen. Nach dem Züriputsch von 1839 erlangte die konservative Opposition nur vorübergehend wieder die Oberhand. Die liberale, modernere Verfassung bewirkte zwar keine grundlegende Neuorganisation der zürcherischen Verwaltungseinteilung, der moderne Begriff «Bezirk» ersetzte jedoch das veraltete «Oberamt» und die Bezirkshauptorte kamen nun an Orte mit zentraler Lage und wirtschaftlicher Bedeutung. So verloren Wädenswil (an Horgen), Grüningen (an Hinwil), Greifensee (an Uster), Knonau (an Affoltern am Albis), Embrach (an Bülach), Regensberg (an Dielsdorf) und Kyburg (an Pfäffikon) ihre Stellung als Verwaltungszentren.
Die Bevölkerung wuchs auch in der ersten Hälfte des 19. Jahrhunderts weiter an auf 232 087 Einwohner 1836 bzw. 250 698 (1850). Durch die Aufteilung bisheriger Gemeinden stieg deren Gesamtzahl bis 1850 auf 197.

### Liberale Verfassung auf dem Prüfstand: Maschinenstürmer, Züriputsch und Septemberregime

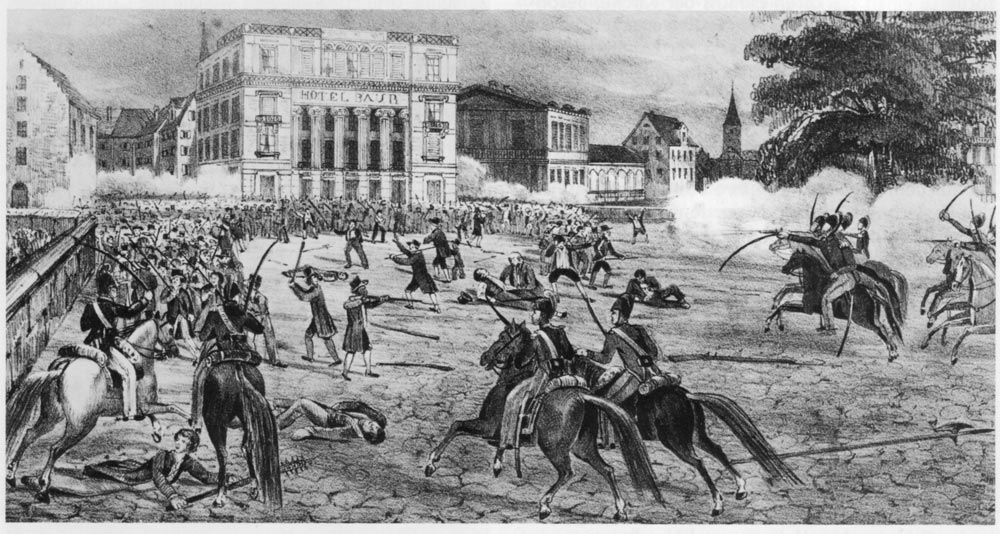
Kämpfe auf dem Paradeplatz zwischen Regierungstruppen und aufständischem Landvolk während des Züriputsches 1839

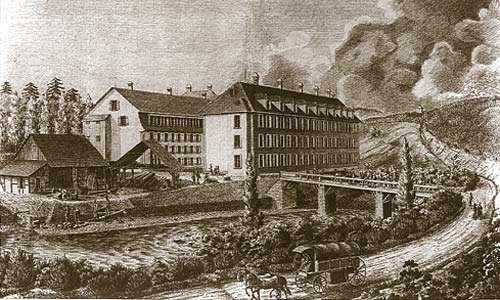
Die Spinnerei Hard, die erste Fabrik und maschinelle Spinnerei der Schweiz, um 1820

Der Kanton Zürich gehörte im 18. Jahrhundert zu den bedeutendsten Heimindustrieregionen Europas, wobei vor allem Baumwolle verarbeitet wurde. 1787 arbeiteten rund 26 % der Bevölkerung in der Handspinnerei und Handweberei. Daneben wurde in kleinerem Ausmass auch Seide verarbeitet. Der Schwerpunkt der verlagsmässig organisierten Heimindustrie lag im Zürcher Oberland, rund um den Zürichsee und im Knonauer Amt. Ab 1790 spürte Zürich die Konkurrenz englischen Baumwollindustrie, die mit ihren neuen Maschinen günstiger und grossen Mengen produzieren konnte. 1802 wurde in Wülflingen und 1805/07 in Zürich mit dem Kapital städtischer Kaufleute erste mechanische Spinnereien nach englischem Vorbild errichtet. Die Spinnerei Hard gilt sogar als eine der ersten erfolgreichen mechanischen Spinnereien Europas. Ab 1808 wurden auch auf dem Land zahlreiche Spinnereien gegründet, da die Kontinentalsperre und die Aufhebung der wirtschaftlichen Beschränkungen nun auch der ländlichen Elite den Einstieg in dieses Geschäft ermöglichte.
Nach dem Wegfall der Kontinentalsperre und dem Ende der napoleonischen Kriege in Europa brach die Handspinnerei endgültig zusammen und gleichzeitig spürte auch die mechanische Weberei und Spinnerei die ausländische Konkurrenz. Die sinkenden Preise führten zu einer Konzentration der Betriebe entlang der wichtigeren Wasserläufe in grossen Fabriken, da nur so mit ausreichender Antriebsenergie kostengünstig produziert werden konnte. Die Bevölkerung des Kantons Zürich wurde insbesondere 1816 stark durch diesen Strukturwandel und die damit verbundene Arbeitslosigkeit bzw. Lohnsenkungen getroffen, da gleichzeitig das sogenannte Jahr ohne Sommer zu starken Ernteausfällen und Teuerungen führte. Das Jahr 1817 gilt als das letzte Jahr mit einer Hungersnot im Kanton Zürich, da es nicht gelang rechtzeitig genügend Korn aus Ägypten zu importieren und alle Nachbargebiete die Kornexporte einschränkten oder verboten.
Die konservative Landbevölkerung begrüsste die radikal-liberalen Neuerungen zwar einerseits (Abschaffung der feudalen Grundlasten, Gleichberechtigung Stadt-Land) andererseits sah sie sich von der beschleunigten Modernisierung regelrecht überrollt. Dabei sind mehrere Bereiche auszumachen, in denen der liberalen Erneuerung starker Widerstand entgegenschlug: Die Mechanisierung der Textilindustrie forderte die Textilarbeiter heraus, die von der Regierung ein Verbot der mechanischen Web- und Spinnmaschinen erwarteten. Der Widerstand der Handweber und -spinner äusserte sich bereits 1832 im sog. «Brand von Uster», bei dem die mit modernen Maschinen ausgestattete Fabrik Corrodi & Pfister von einer aufgebrachten Menge niedergebrannt wurde. Andererseits störten sich konservative Kreise an der Schulreform, die mit dem Ziel einer Säkularisierung das Schulwesen aus der Hand der Landpfarrer nahmen. Überall im Kanton traten nach 1830 Lehrer in der Volksschule an die Stelle der Pfarrer, die im Lehrerseminar ausgebildet worden waren. Es wurde deshalb befürchtet, dass Sittlichkeit und die Religion der Schüler stark gefährdet wäre. Die konservative Opposition organisierte sich im ganzen Kanton in straff geführten Glaubenskomitees, so dass sie 1839 im so genannten Züriputsch handstreichartig die Macht im Kanton an sich reissen konnte.
Ein provisorischer Staatsrat übernahm nach dem Putsch die Amtsgeschäfte. Ihm gehörten führende Mitglieder der konservativen Opposition an wie Hans Jakob Hürlimann-Landis. Eine drohende Intervention durch andere radikal-liberalen Kantone oder durch die Tagsatzung sollte durch eine Garantie der Verfassung von 1831 abgewendet werden. Der Staatsrat liess am 9. September 1839 in einer tumultartigen Sitzung verfassungswidrig die Selbstauflösung des Grossen Rates des Kantons Zürich beschliessen und setzte Neuwahlen an. Innerhalb von zehn Tagen trat ein neuer, konservativ geprägter Grosse Rat zusammen, der gemäss dem Wahlaufruf nicht aus «wissenschaftlich gebildeten», sondern aus «gottesfürchtigen Männern» bestehen sollte. Der Rat besetzte – ebenfalls verfassungswidrig – sämtliche Behörden mit reaktionären Köpfen. Das sog. «Septemberregime» währte jedoch nicht lange. Bereits 1845 übernahmen die Liberalen wieder die Macht im Kanton.

### Zweite liberale Ära 1844–1868

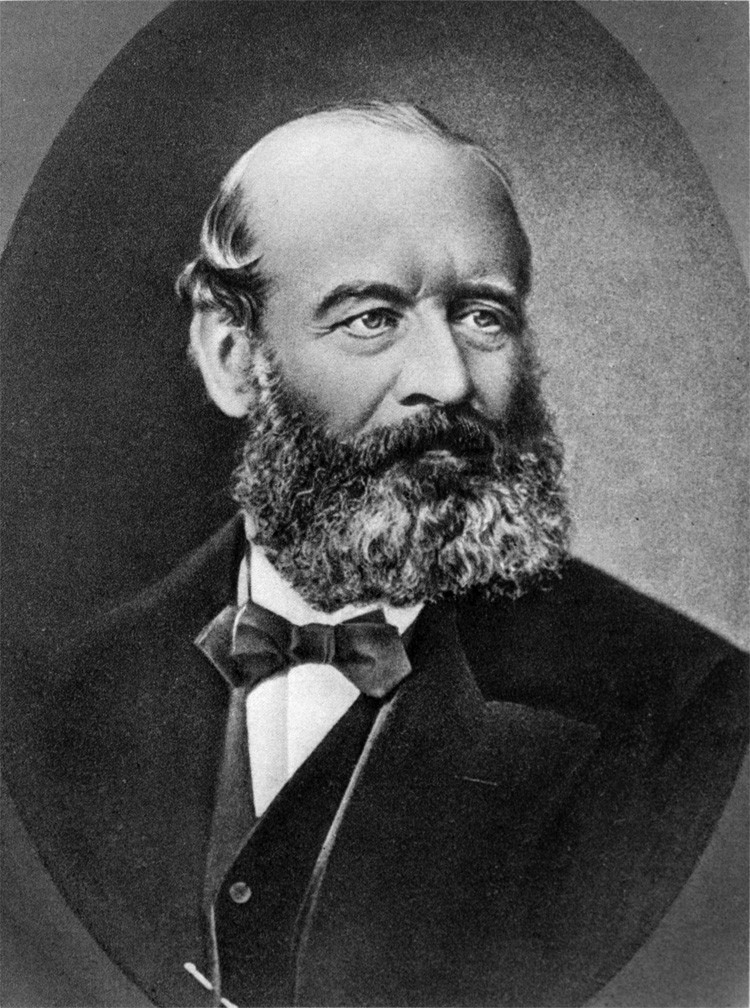
Alfred Escher, der «Eisenbahnkönig»

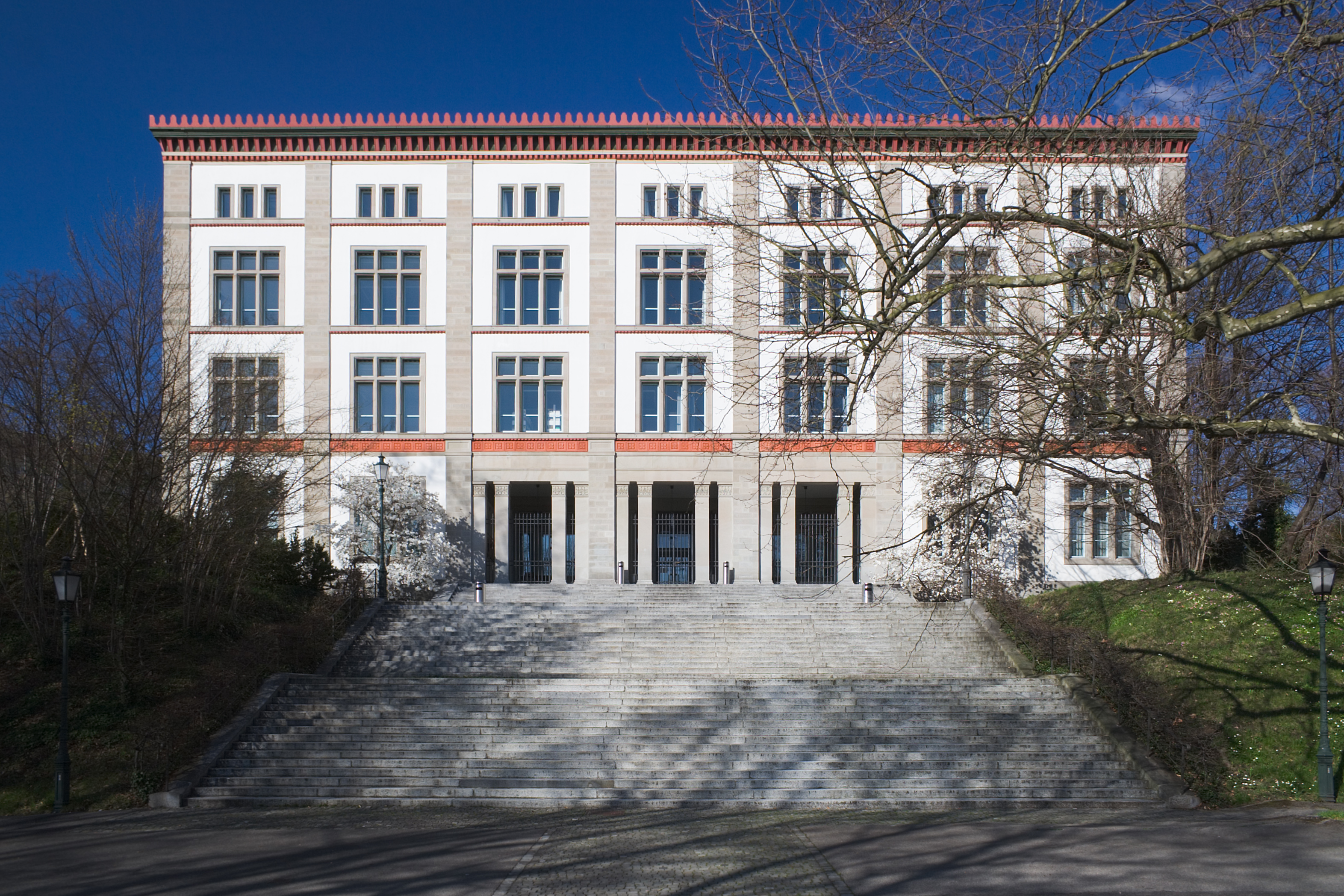
Das alte Gebäude der Kantonsschule Zürich an der Rämistrasse, 1842 von Gustav Albert Wegmann erbaut

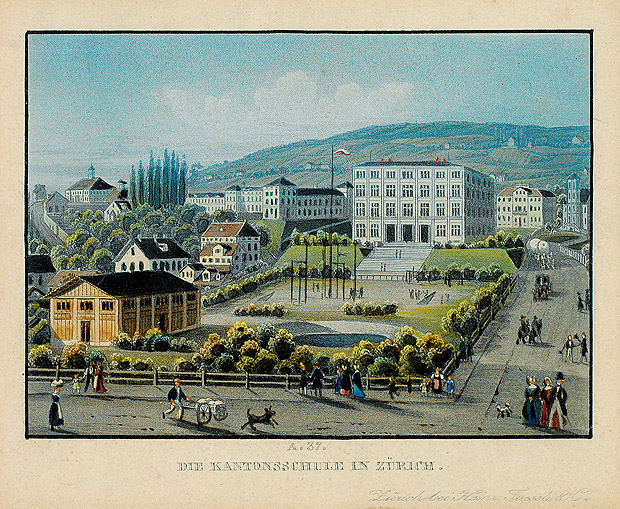
Die Kantonsschule Zürich auf einer Aquatinta des 19. Jahrhunderts

Die zweite liberale Ära von 1844 bis 1868 wurde durch den Politiker und Wirtschaftsführer Alfred Escher aus Zürich geprägt. Er dominierte das sogenannte «System Escher», ein von ihm abhängiges Netzwerk liberaler Politiker und Wirtschaftsführer, die das politische System des Kantons fest in Händen hielt. Zu diesem System gehörte unter anderen auch der Schriftsteller Gottfried Keller, der 1861–1876 das Amt des Staatsschreibers von Zürich bekleidete. Alfred Escher herrschte zeitweise im Kanton Zürich wie ein kleiner König – der Volksmund verlieh ihm deshalb Beinamen wie «Alfred I.» oder «Zar aller Zürcher». Seine Macht zog er aus einer beispiellosen Ämterkumulation: Kantonsrat, Erziehungsrat, Kirchenrat, Regierungsrat, Nationalrat, Schulrat der ETH, Verwaltungsratspräsident der Nordostbahn, Verwaltungsratspräsident der Schweizerischen Kreditanstalt, Aufsichtsrat der Schweizerischen Lebensversicherungs- und Rentenanstalt und schliesslich auch Präsident der Gotthardbahn-Gesellschaft. Nur wenige Oppositionelle wie Karl Bürkli oder Johann Jakob Treichler wagten es, sich dem «System» entgegenzustellen.
Alfred Escher verdankt die Stadt Zürich ihren Rang als Wirtschafts- und Bankenmetropole der Schweiz. Auf ihn gehen die Gründung der Nordostbahn (1853), der Schweizerischen Kreditanstalt (1856) und der Gotthardbahn-Vereinigung (1863) zurück.
Im Sonderbundskrieg von 1847 stand Escher und damit auch Zürich klar auf der Seite der liberalen Sieger. 1848 wurde der Kanton Zürich Teil des neuen, liberal geprägten schweizerischen Bundesstaats, der den jahrhundertealten Staatenbund ablöst. Zürich verlor dadurch allerdings seinen Status als Vorort an Bern, das zum Sitz der Bundesbehörden erklärt wurde. Als Ausgleich konnte Escher 1854 die Ansiedlung der Eidgenössischen Technischen Hochschule (ETH) in der Stadt Zürich erreichen.
Ab 1863 begann sich die Opposition gegen das «System Escher» immer mehr bemerkbar zu machen. Der Regierung wurde vorgeworfen, sie führe sich auf wie die alten Landvögte und habe mit ihrer Bürokratie eine neue Aristokratie errichtet. Wie 1798 und 1830 gingen die Impulse zu einer neuerlichen Veränderung des Herrschafts- und Regierungssystems wieder vom Mittelstand und von den Landorten und -städten aus wie Winterthur, Uster oder Bülach. Die Unzufriedenheit mit dem politischen System hatte auch wirtschaftliche Hintergründe. Der schnelle wirtschaftliche Aufstieg Zürichs und seines Kantons kannte auch Verlierer. Die chronische Kreditverknappung (Kreditklemme) machte dem unternehmerischen Mittelstand, den Bauern und dem Gewerbe zu schaffen. Dazu kam als Folge des amerikanischen Bürgerkrieges ein Konjunktureinbruch in der Seiden- und Baumwollindustrie, was zu Kurzarbeit und Massenentlassungen führte. Verbunden mit der starken Teuerung und dem Ausbruch der Cholera führte diese Krise schliesslich zum Sturz Eschers.
Die Opposition sammelte sich als «Demokratische Bewegung». Deren führende Köpfe waren der Winterthurer Stadtpräsident Johann Jakob Sulzer, der Verleger des Winterthurer Landboten Salomon Bleuler, der Arzt Fritz Scheuchzer aus Bülach sowie Rudolf Zangger, Direktor der Veterinärschule und der umstrittene Volksführer und Anwalt Friedrich Locher. Sie zielten auf ein Ende der Herrschaft der Stadtzürcher Liberalen und vor allem auf eine Erweiterung der demokratischen Mitbestimmungsrechte des Volkes. 1865 konnte sie die Einführung der Verfassungsinitiative erreichen, wodurch die Möglichkeit für weitere Teil- oder sogar eine Totalrevision der Kantonsverfassung auf demokratischem Weg frei wurde.

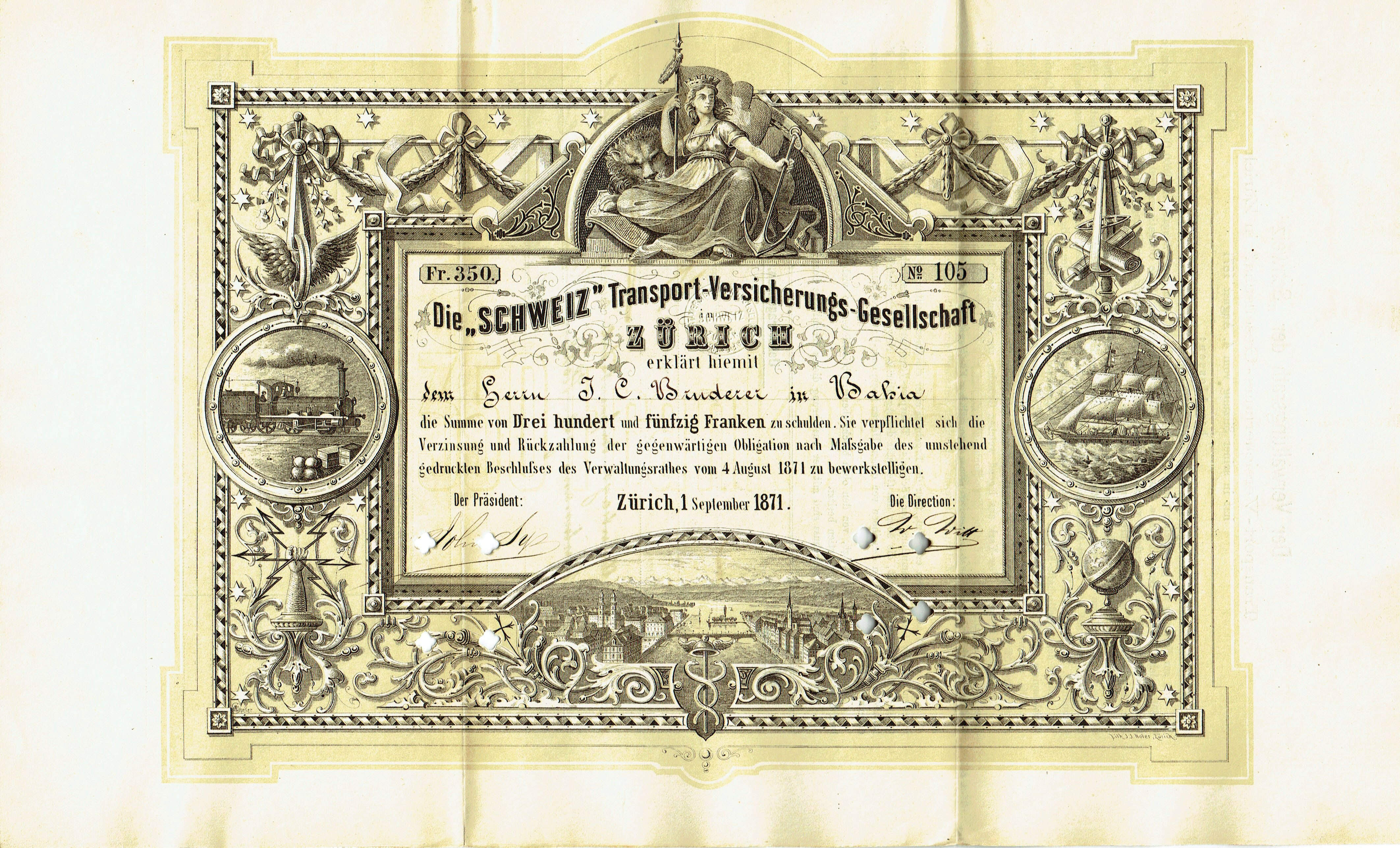
Obligation über 350 Franken der "Schweiz Transport-Versicherungs-Gesellschaft vom 1. September 1871

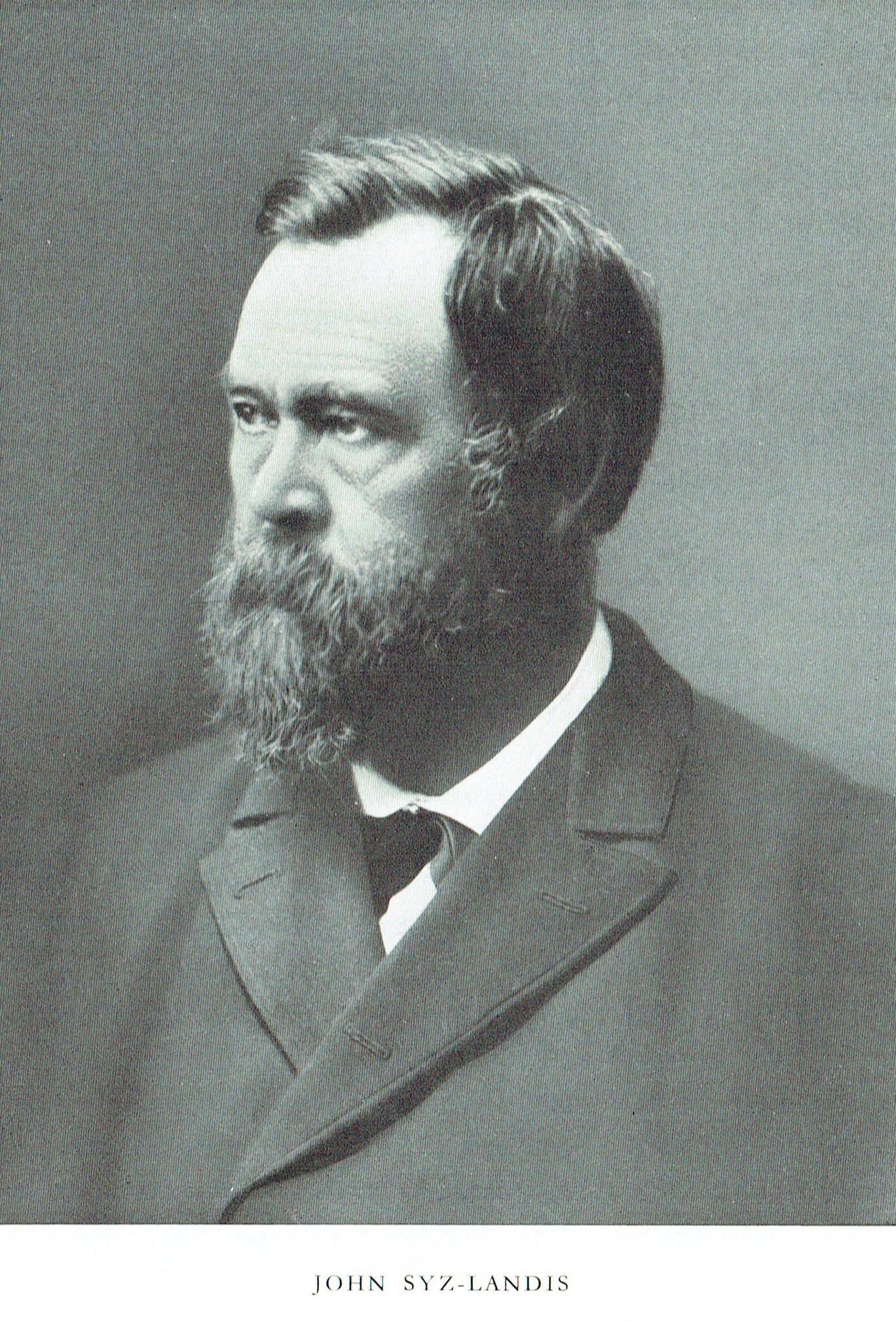
John Syz-Landis, erster Präsident der Schweiz Transport-Versicherungs-Gesellschaft und dem Versicherungs-Verein

Mitte des 19. Jahrhunderts war im Kanton Zürich die Geburtsstunde diverser Versicherungsunternehmen. So trat im Jahre 1857 die Schweizerische Rentenanstalt in Zürich ins Leben; 1863 wurde der Grundstein zur Schweizerischen Rückversicherungs-Gesellschaft gelegt; abermals sechs Jahre später folgte die Schweiz Transport-Versicherungs-Gesellschaft, und ihr entspross im Jahre 1872 der kleine Ableger Versicherungs-Verein, der dann zur Zürich emporwachsen sollte.

### Verfassung von 1869
Im Dezember 1867 veranstaltete die Opposition in Zürich, Uster, Winterthur und Bülach «Landsgemeinden», die zu Massendemonstrationen gegen das System wurden. Anders als 1830 mussten die Massen das System aber nicht stürzen. Dank den neuen politischen Rechten wurde die Systemänderung an der Urne herbeigeführt. Im April 1869 billigte das Stimmvolk eine neue Verfassung, die das repräsentative System durch eine direkte Mitsprache des Volkes über das Referendum ergänzte. Die Wahl der Regierung und der Ständeräte des Kantons wurde dem Kantonsparlament entzogen und dem Volk übergeben. Weiter wurde die Todesstrafe abgeschafft, die Glaubens-, Kultus- und Lehrfreiheit in Kirchenfragen eingeführt und die Vereinsfreiheit ausdrücklich garantiert. Neu wurden eine progressive Einkommenssteuer, eine progressive Vermögenssteuer und eine Erbschaftssteuer eingeführt. Um die «Kreditklemme» zu beseitigen, wurde die Zürcherische Kantonalbank gegründet, die der Landwirtschaft und dem Gewerbe die nötigen Kredite zu erträglichen Zinsen zu gewähren hatte. Der Umschwung bedeutete das Ende der politischen Macht des «Systems» und damit auch der Wirtschaftsoligarchie in Zürich. Sämtliche Regierungsposten wurden nunmehr von der Demokratischen Bewegung übernommen.
Die Verfassung von 1869 war direkt-demokratisch, für damalige Begriffe linksliberal. Die Ersetzung der streng repräsentativen Ordnung durch die weit ausgebaute Volksherrschaft und ihre soziale Züge waren für die schweizerische Demokratie wegweisend und die Zürcher Verfassung legte durch ihre Vorbildwirkung auch in den anderen Kantonen dasjenige politische Grundgerüst fest, das noch heute gilt. Vor Zürich hatte kein Kanton einen solch radikalen Wandel von einem reinen Repräsentativsystem zu einem Modell mit weitreichenden direktdemokratischen Elementen vollzogen.
Eine aus heutiger Sicht kuriose Auswirkung der Streitigkeiten zwischen dem «System Escher» in Zürich und den Demokraten aus Winterthur war die Gründung der Schweizerischen Nationalbahn, die als «Volksbahn» das Monopol der «Herrenbahn», der Nordostbahn von Alfred Escher brechen sollte. Durch kommunale Gelder sollte die Nationalbahn eine direkte Verbindung zwischen Bodensee und Genfersee herstellen, wobei das verhasste Zürich umgangen wurde. Streckenweise wurden die Geleise parallel zur Nordostbahn verlegt, so bei Effretikon und im Kemptthal. Der Sturz des «Eisenbahnkönigs» Escher misslang jedoch kläglich. Nach wenigen Jahren musste die Nationalbahn Konkurs anmelden und wurde von der Nordostbahn geschluckt. Der Verlust von 28 Mio. Franken blieb den beteiligten Gemeinden. Winterthur zahlte bis 1960 noch die Schulden aus dem Abenteuer Nationalbahn ab.
Durch die Verfassung von 1869 wurde auch die Todesstrafe im Kanton Zürich abgeschafft. Die letzte qualifizierte Exekution fand 1810 statt, als in Zürich ein Gewohnheitsdieb durch den Strang hingerichtet und mehrere Wochen am Galgen belassen wurde. Anschliessend wurde die Todesstrafe nur noch durch Enthaupten vollzogen. 1835 versuchte Regierungsrat Ulrich Zehnder (1798–1877), im Zuge der Ausarbeitung des Strafgesetzbuches die Todesstrafe völlig zu streichen, scheiterte aber am Widerstand des Grossen Rates. Immerhin erreichte er die Anschaffung einer Guillotine, mit der ab 1836 die Enthauptung humaner vollzogen werden sollte. 1855 wollte auch Regierungsratspräsident Jakob Dubs in seinem Entwurf für ein neues Strafgesetzbuch die Todesstrafe verbieten, weil sie das Rechtsmittel der Revision ausschloss. Dieser zweite Anlauf zur Abschaffung der Todesstrafe scheiterte jedoch zweifach, weil einerseits die Expertenkommission, die den Entwurf prüfte, in Bezug auf die Todesstrafe anderer Meinung war und andererseits weil die ganze Vorlage im Grossen Rat scheiterte. Zwei Exekutionen in den Jahren 1859 (Jakob Kündig, zweifacher Mord) und 1865 (Heinrich Götti, sechsfacher Mord) vor grossem Publikum – ca. 15 000 Schaulustige – bewirkten einen Umschwung bei den Experten. Justizdirektor Rudolf Benz sah in seinem Entwurf für ein neues Strafgesetzbuch die Todesstrafe nicht mehr vor. Nach dem politischen Umschwung von 1867/69 wurde dieser Entwurf aber nicht mehr umgesetzt. Die Demokraten fügten jedoch in die neue Kantonsverfassung im Art. 5 ein, dass das Strafrecht nach humanen Grundsätzen zu gestalten sei und dass Todes- und Kettenstrafe verboten seien. Durch die Annahme der Verfassung durch das Volk am 18. April 1869 wurde im Kanton Zürich als drittem Kanton der Schweiz die Todesstrafe abgeschafft. Auf eidgenössischer Ebene erfolgte die Abschaffung der Todesstrafe erst 1874, allerdings mit Ausnahme des Militärstrafrechts. Obwohl 1879 in Zürich unter dem Eindruck mehrerer schwerer Verbrechen eine Initiative zur Wiedereinführung der Todesstrafe zustande kam, lehnte das Volk 1885 bei der Abstimmung über die nötige Verfassungsänderung die Aufhebung des Verbots der Todesstrafe ab, wodurch diese Art der Bestrafung bis heute im Kanton Zürich definitiv nicht mehr zur Anwendung kam.

## 20. und 21. Jahrhundert

### Verhältniswahlrecht und Frauenstimmrecht
Im Zusammenhang mit den Erschütterungen des Ersten Weltkriegs wird 1916 für den Kantonsrat das Verhältniswahlrecht eingeführt, das die bisherige Dominanz des Freisinns reduziert und besonders der Sozialdemokratie zu einer stärkeren Vertretung verhilft. Die Einführung des Frauenstimmrechts hingegen scheitert 1920 und in der Folge noch mehrfach, bis es endlich 1963 auf kirchlicher, 1969 kommunaler und 1970 kantonaler Ebene eingeführt wird (auf Bundesebene 1971).

### Wirtschaftlicher Aufschwung und Verstädterung
Der wirtschaftliche Aufschwung geht ungebremst weiter und findet 1910 Ausdruck in der Gründung des Flughafens Zürich-Dübendorf, der 1948 durch Zürich-Kloten abgelöst wird. Die Verstädterung umfasst seit den letzten Jahrzehnten des 20. Jahrhunderts fast den ganzen Kanton und lässt nur wenigen verkehrsmässig (noch) abgelegenen Gebieten im südlichen Knonauer Amt, im Weinland und in den Höhenlagen des Zürcher Oberlands ein wirklich ländliches Erscheinen. Heute umfasst die Agglomeration der Stadt Zürich wesentliche Teile des Kantons und seiner westlichen und südlichen Nachbargebiete. Jedoch besitzt die Stadt Winterthur ihre eigene Agglomeration und gehört nicht zur Stadtzürcher Agglomeration.

### Verfassung von 2005

#### Konsolidierung des Verfassungsrechts
Am 27. Februar 2005 stimmt das Zürcher Stimmvolk der neuen Kantonsverfassung zu, sie tritt am 1. Januar 2006 in Kraft. Dem Auftrag zur Revision hatten die Zürcher am 13. Juni 1999 zugestimmt und gleichzeitig einen vom Volk zu wählenden Verfassungsrat beauftragt, der die revidierte Verfassung Ende Oktober 2004 den Stimmberechtigten vorlegte.
Wie bei der Reform der Bundesverfassung 1999 sowie der meisten anderen Kantonsverfassungen in der gegenwärtigen Zeit soll diese Neufassung in erster Linie einer formalen Konsolidierung des Verfassungsrechts dienen, das durch zahlreiche Teilrevisionen im Laufe der vergangenen 130 Jahre unübersichtlich geworden ist. Effektive Verfassungsreformen werden derzeit aus politischen Gründen lieber im Rahmen von Teil- statt von Totalrevisionen vorgenommen, da man damit die Kumulierung einer ganz unterschiedlichen Gegnerschaft vermeiden kann.

#### Aktuelle verfassungsrechtliche Diskussion
Mitte September 2012 kritisierte der leitende Ausschuss des Zürcher Gemeindepräsidentenverbandes (GPV), dass, obwohl der Kantonsrat zwar verpflichtet ist, dem Auftrag der Stimmberechtigten nachzukommen, die Missachtung dieser Pflicht nach neu geltendem Recht (Verfassung) aber ohne Folgen bleibe. Bis Ende 2009 galt, dass in solchen Fällen automatisch eine (obligatorische) Volksabstimmung durchzuführen ist.
2013 kritisierten die Grünen des Kantons Zürich, dass die vorberatende Kommission des Kantonsrats dieses Recht bewusst fallen liess, wie aus den Protokollen der Kommissionsberatungen hervorgeht. Ihre Begründung war, dass ein Parlament nicht zur Verabschiedung einer Vorlage gezwungen werden kann – was allerdings noch kein Grund ist, deswegen das obligatorische Referendum für diesen Fall zu streichen.